# Miami
Pour les articles homonymes, voir Miami (homonymie).
Miami (/mi.ja.mi/ ; en anglais : /maɪˈæmi/ ou prononciation vieillie /maɪˈæmə/) est une ville américaine située dans le sud-est de l'État de Floride, sur la baie de Biscayne. Centre financier et culturel de niveau international, son port touristique est le premier port de navires de croisières au monde, avec un tiers de la flotte mondiale.
Siège du comté de Miami-Dade, la ville de Miami compte 463 347 habitants selon les estimations de 2017, ce qui en fait la deuxième ville de Floride après Jacksonville et la quarante-quatrième ville des États-Unis. Ses habitants sont appelés les Miaméens (Miamians en anglais). Ville de loisirs, elle est une station balnéaire de renommée mondiale qui fait partie d'un chapelet de stations s'étirant depuis Key West. Miami est le premier pôle urbain d'une vaste agglomération de 6 158 824 habitants (2017), la septième des États-Unis après Washington, D.C. et devant Philadelphie.
Le Grand Miami englobe de nombreuses villes qui lui prêtent une allure à la fois urbaine et rurale. La ville de Miami, par opposition à son agglomération, est non seulement formée de son centre (Downtown Miami) à l'embouchure de la rivière Miami, mais aussi de plusieurs quartiers communautaires tels que Coconut Grove ou Little Havana, qui savent conserver leur individualité au fil du temps. Le centre de Miami vit depuis plusieurs années un renouvellement urbain.
En raison de ses relations économiques, culturelles et linguistiques avec l'Amérique du Nord, l'Amérique du Sud, l'Amérique centrale et les Caraïbes, cette ville mondiale est surnommée « Passage des Amériques » ou « Porte des Amériques ». Cette grande place portuaire est l'un des grands centres hispanophones des États-Unis autant par les puissants liens économiques de la Floride avec l'Amérique latine que par une importante minorité cubaine. Ce pôle urbain, dont certains quartiers montrent une forte concentration de populations noires, est aussi créolophone par sa minorité haïtienne.

## Histoire

### Origines
Le nom de « Miami » vient d'un mot amérindien qui signifie « eau douce ». Les premières traces de peuplement datent d'il y a environ 12 000 ans. Les Amérindiens Tequesta sont les habitants de la région à l'époque de l'arrivée des Espagnols : ils s'établissent sur les berges de la Miami River, surtout sur la rive nord. Ils pratiquent la chasse, la cueillette de fruits, de racines et de plantes, mais ne connaissent pas l'agriculture. Les archéologues estiment qu'ils sont à l'origine du cercle de Miami, un site archéologique situé dans le centre de la ville et composé d'un cercle parfait de 24 trous ou de bassins creusés dans la roche, qui daterait de 1 700 à 2 000 ans. Son authenticité a été néanmoins mise en doute par certains spécialistes et de multiples théories circulent à son sujet.

### Fondation de Miami

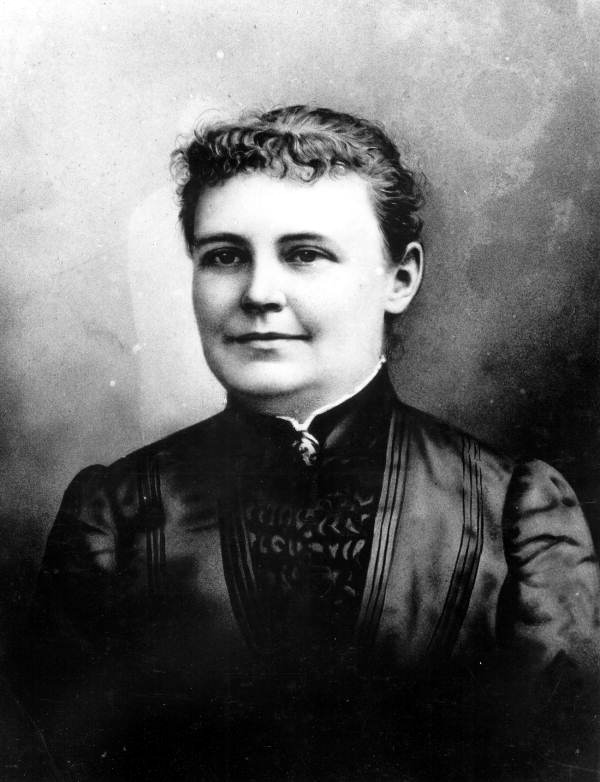
Julia Tuttle, fondatrice de Miami.

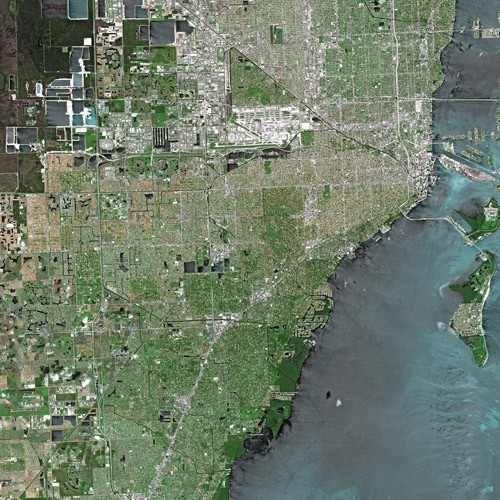
Miami vu par le satellite Spot.

Juan Ponce de León, un conquistador espagnol, est le premier Européen à avoir visité la Floride. Il découvre la baie de Biscayne en 1513 et écrit dans le journal de bord qu'il a atteint Chequescha : il s'agit du premier nom enregistré de Miami. On ignore s'il a organisé une expédition à terre, et ce sont ainsi Pedro Menéndez de Avilés et ses hommes qui sont considérés être les premiers à accoster. Ils visitent le village des Tequesta en 1556. Leur arrivée a des conséquences sur la vie des Amérindiens : les maladies, dont la variole.

### Développement de la ville moderne
C'est au début des années 1800 que les premiers colons européens, qui viennent pour la plupart des Bahamas, s'installent dans la zone. La région est touchée par la Seconde guerre séminole, un conflit qui fait rage de 1835 à 1842. La population civile quitte la région et l'armée installe Fort Dallas pour protéger la région. À la fin du conflit William English fonde le Village of Miami sur la rive sud du fleuve. En 1844 Miami devient le chef-lieu du comté. Julia Tuttle, une femme riche originaire de Cleveland, achète une vaste plantation de citrons dans la région, puis s'y installe après le décès de son époux. Considérant que Miami a un important potentiel, celle que l'on surnomme aujourd'hui la « Mère de Miami » consacre le reste de sa vie au développement de la ville. Grâce à l'aide de William Brickell, le cofondateur de Miami, elle convainc Henry Morrison Flagler de la Florida East Coast Railway de relier Miami à cette ligne de chemin de fer, ce qui est réalisé le 7 avril 1896. Le 28 juillet 1896, la ville se constitue en municipalité. Le Royal Palm Hotel, inauguré en janvier 1897, ouvre la ville – jusqu'alors surtout vouée à l'agriculture – au tourisme.
Miami connut son apogée dans les années qui suivirent la Première Guerre mondiale. C'était l'époque des stars du cinéma, des grands hôtels et d'une prodigieuse activité immobilière.
Durant les années 1920 la ville autorise les jeux d'argent et ne fait pas appliquer la prohibition, ce qui entraîne un boom démographique, la population augmentant en quelques années de 30 000 à 200 000 personnes. Cela valut à la ville la réputation de « capitale américaine de la contrebande ». Cependant un cyclone frappe la ville en 1926. Il cause la mort de centaines de personnes et détruit des milliers de logements : entre 25 000 et 50 000 personnes sont dès lors sans logis. La catastrophe, suivie quelques années plus tard par la Grande Dépression, interrompt le boom de l'immobilier. La ville relance cependant rapidement son économie grâce à l'industrie aéronautique.
Au moment de la Seconde Guerre mondiale, les hauts fonctionnaires du sud de la Floride s'employèrent à convaincre le gouvernement fédéral d'établir des camps d'entrainement militaire à Miami et Miami Beach. Abandonnant temporairement leur vocation touristique, les centres de villégiature se convertirent en de véritables bases militaires. Après la guerre, les militaires déferlèrent sur la ville, attirés par la possibilité d'y acheter une maison à bas prix et par les programmes de formation offerts par l'université de Miami en vertu du GI Bill, une loi attribuant certains privilèges aux anciens combattants.
L'arrivée au pouvoir de Fidel Castro à Cuba en 1959 fait affluer en une décennie un demi-million de Cubains dans le sud de la Floride, dont 250 000 à Miami, particulièrement dans le quartier de Little Havana. En mai 1980, l'acquittement de policiers responsables de la mort d’un vétéran afro-américain provoque des émeutes : 18 personnes sont tuées et plus de 400 blessés.

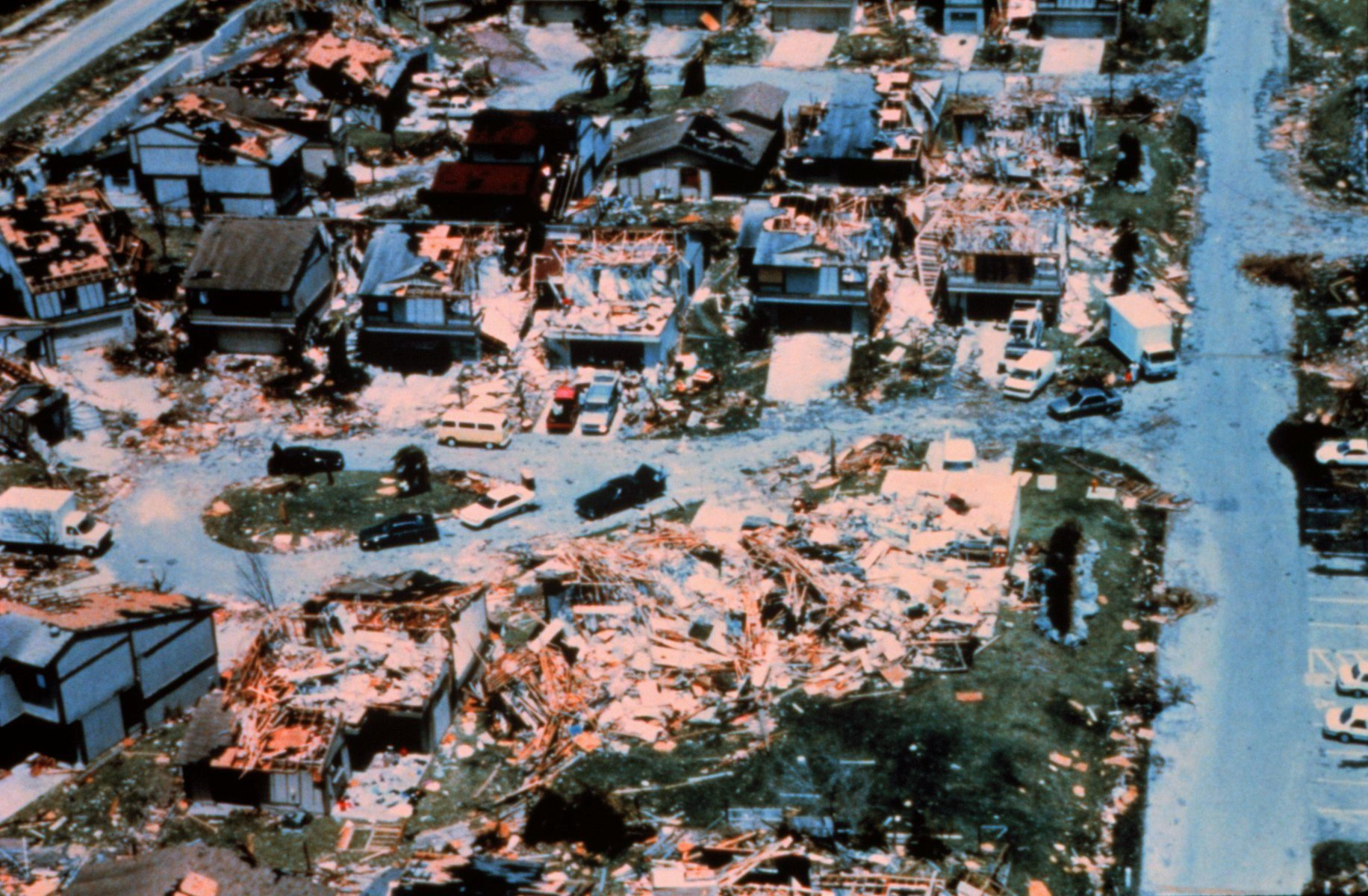
Ravages de l'ouragan Andrew d'un quartier du nord de Miami en 1992.

L'ouragan Andrew cause plus de 45 milliards de dollars de dégâts dans la région en 1992 : c'est l'une des catastrophes naturelles les plus destructrices que le pays a subies. Malgré plusieurs épisodes de crise économique et de tension raciale, ainsi que les problèmes de la corruption et du trafic de stupéfiants, Miami est actuellement en plein développement et attire toujours de nouvelles populations.
Miami fut durement éprouvée par la récession économique qui s'empara du pays dans les années 1980. La tour de bureaux du One Biscayne Boulevard déclara faillite, les banques saisirent des immeubles en copropriété inachevés, les centres commerciaux ne restèrent qu'à moitié loués...

## Géographie

### Situation

Vue panoramique sur Downtown Miami.

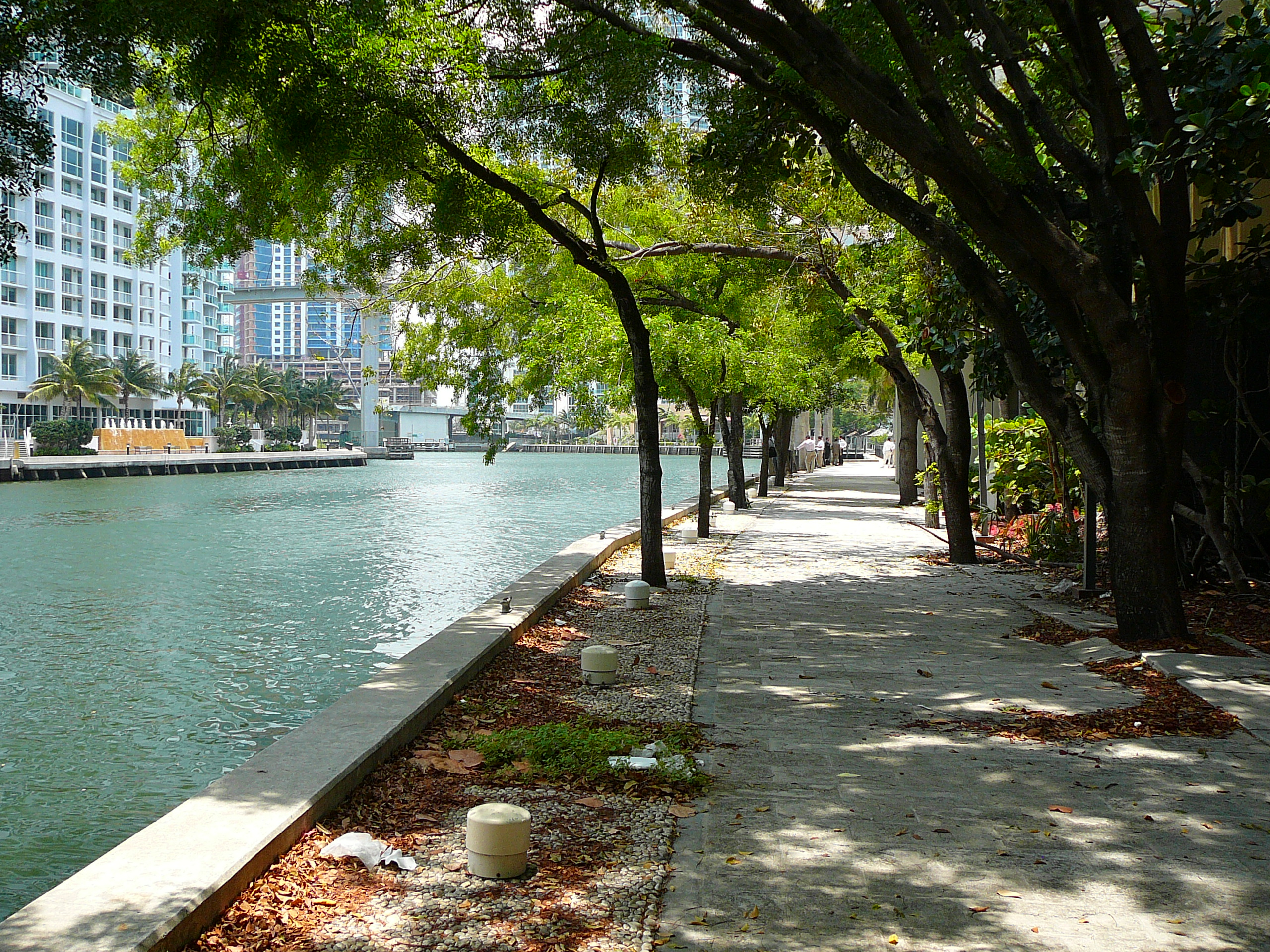
Miami River.

Miami est située à la même latitude que Taïwan, et la même longitude que l’Équateur. La ville s'étend sur 143,15 km2, dont 92,68 km2 de terres émergées. Elle est la plus petite en étendue des métropoles américaines (San Francisco et Boston sont légèrement plus grandes).
La municipalité et ses banlieues occupent une large plaine littorale sur l'estuaire de la Miami River. Elle est située entre deux parcs nationaux, celui des Everglades à l’ouest et celui de la Biscayne à l’est. Son altitude moyenne avoisine 0,91 m et ne dépasse pas 4,5 m, surtout près de la côte. Les points les plus hauts se trouvent sur le Miami Rock Ridge (en), un affleurement calcaire dans l’est de l’agglomération. Le centre de la ville est situé sur la côte occidentale de la baie de Biscayne qui est parsemée de nombreuses îles, naturelles ou artificielles, dont la plus étendue abrite Miami Beach, sur la côte orientale. Le Gulf Stream, un courant chaud, passe à quelque 24 km de la côte et permet à Miami d’avoir un climat chaud toute l’année.
La région métropolitaine de Miami englobe le comté de Miami-Dade ainsi qu'un grand nombre d'îles, parmi lesquelles Miami Beach (reliée à la côte par sept ponts routiers), Virginia Key et Key Biscayne (desservie quant à elle par le Rickenbacker Causeway).
Le substrat rocheux de la ville est appelé oolithe de Miami ou calcaire de Miami. Il est recouvert d’un sol peu épais d’une moyenne de 15 mètres. Les roches calcaires se sont formées il y a environ 130 000 ans au cours de la période interglaciaire du Sangamon. La région de Miami était alors située sous une mer peu profonde dans laquelle se déposèrent des couches d’oolithes et de coquilles de Bryozoaires. Le niveau des océans commença à baisser avec le début de la glaciation du Wisconsin, il y a environ 100 000 ans et le lagon commença à émerger. Le terrain s’est formé à l’origine lorsque les terres étaient immergées, grâce à la présence abondante de carbonate de calcium dans l'eau de mer. Du fait de la capture de l'eau des océans dans les calottes polaires, le niveau de la mer s'est abaissé et de nombreuses terres se retrouvèrent émergées, formant ainsi des cayes (ou keys).

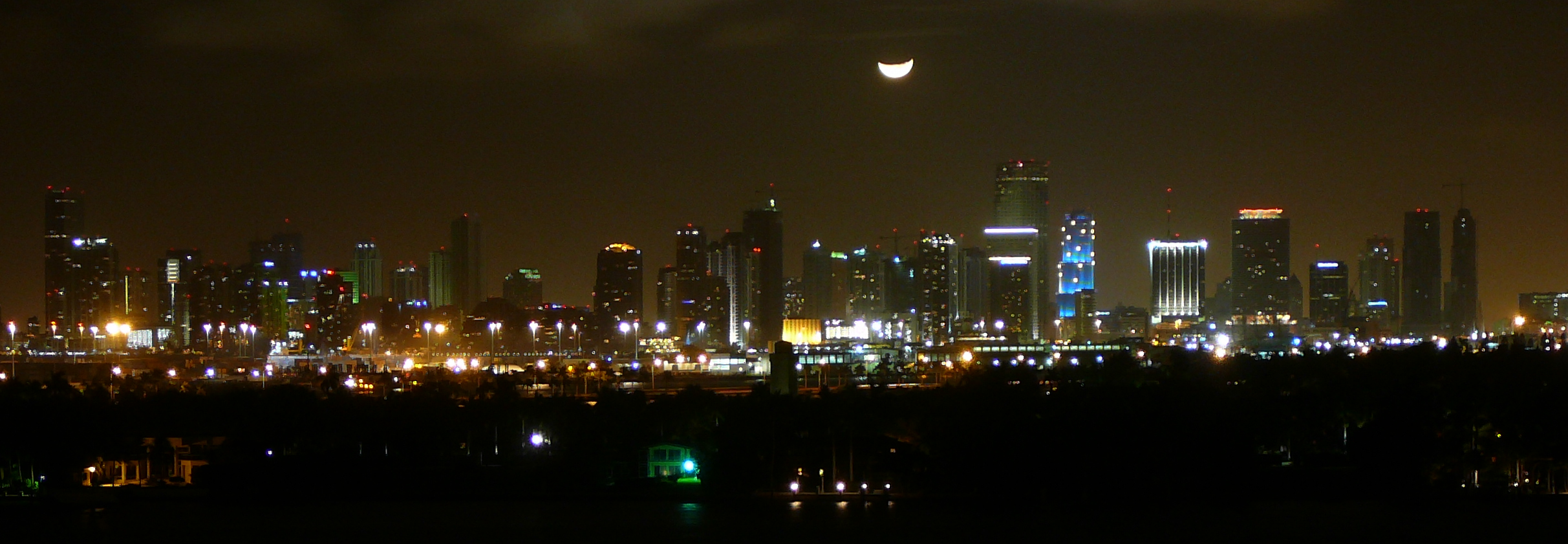
Vue panoramique de la ville, la nuit.

L’aquifère de Biscayne se trouve sous la plaine et s’étend du comté de Palm Beach à la baie de Floride. Il sert de source d’eau pour l’agglomération de Miami. Il se trouve entre 4,5 et 6 mètres sous la surface du sol, si bien qu’il est impossible de construire un métro souterrain dans la ville (il existe cependant un metro aérien).

### Climat
| Mois                                | jan.  | fév.  | mars  | avril | mai   | juin  | jui.  | août  | sep.  | oct.  | nov. | déc. | année   |
| ----------------------------------- | ----- | ----- | ----- | ----- | ----- | ----- | ----- | ----- | ----- | ----- | ---- | ---- | ------- |
| Température minimale moyenne (°C)   | 15,7  | 16,7  | 18,2  | 20,1  | 22,6  | 24,3  | 25,1  | 25,1  | 24,6  | 22,9  | 19,9 | 17,1 | 21      |
| Température moyenne (°C)            | 19,9  | 21,1  | 22,4  | 24,2  | 26,5  | 28,1  | 28,8  | 28,9  | 28,2  | 26,4  | 23,7 | 21,3 | 24,9    |
| Température maximale moyenne (°C)   | 24,5  | 25,5  | 26,7  | 28,4  | 30,4  | 31,8  | 32,6  | 32,6  | 31,7  | 29,9  | 27,5 | 25,4 | 28,9    |
| Record de froid (°C)                | −2    | −3    | 0     | 4     | 10    | 16    | 19    | 19    | 17    | 7     | 2    | −1   | −3      |
| Record de chaleur (°C)              | 31    | 32    | 34    | 36    | 36    | 37    | 38    | 37    | 36    | 35    | 33   | 32   | 38      |
| Ensoleillement (h)                  | 220,1 | 217,5 | 275,9 | 294   | 300,7 | 288   | 310   | 288,3 | 261   | 260,4 | 222  | 217  | 3 154,9 |
| Précipitations (mm)                 | 40,9  | 57,2  | 76,2  | 79,8  | 136,7 | 245,4 | 165,1 | 225,6 | 250,4 | 160,8 | 82,8 | 51,8 | 1 572,7 |
| Nombre de jours avec précipitations | 6,9   | 6,5   | 7     | 6,4   | 10    | 16,4  | 16,9  | 18,9  | 17,9  | 12,7  | 8,4  | 7,2  | 135,2   |

| Diagramme climatique                                  |              |              |              |               |               |               |               |               |               |              |              |
| J                                                     | F            | M            | A            | M             | J             | J             | A             | S             | O             | N            | D            |
| 24,515,740,9                                          | 25,516,757,2 | 26,718,276,2 | 28,420,179,8 | 30,422,6136,7 | 31,824,3245,4 | 32,625,1165,1 | 32,625,1225,6 | 31,724,6250,4 | 29,922,9160,8 | 27,519,982,8 | 25,417,151,8 |
| Moyennes : • Temp. maxi et mini °C • Précipitation mm |              |              |              |               |               |               |               |               |               |              |              |

Miami possède un climat tropical avec des étés chauds et humides, comme dans les Caraïbes, des hivers doux et secs. Il existe donc une saison humide de mai à octobre, qui coïncide avec le passage des ouragans, et une saison sèche le reste de l’année. Des fronts froids peuvent toucher la région entre fin octobre et fin mars.
D'après la classification de Köppen, le climat est classé comme Am soit un climat tropical de mousson, toutes les températures mensuelles moyennes étant supérieures à 18 °C. De plus : précipitations du mois le plus sec < 60 mm et > [100 - (précipitations annuelles mensuelles)/25]. En effet le mois de mars est le plus sec avec 46,2 mm et > (100 - 1 572,7 mm / 25) soit 37,09.

Graphique climatique de Miami.

Miami doit son climat à sa proximité avec le tropique du Cancer, à sa situation littorale et à la présence du Gulf Stream. En été, les températures sont supérieures à 30 °C et des orages se développent souvent dans l'après-midi. En hiver, elles sont comprises entre 15 la nuit et 25 °C le jour.
Une station météo officielle fut ouverte seulement en juin 1911.
La température maximale enregistrée à la station est de 38 °C, le 21 juillet 1942, le record de froid est de −2 °C le 27 janvier 1940. Une seule chute de neige est enregistrée, elle a eu lieu le 20 janvier 1977.
Étant placée entre deux vastes étendues d'eau connues pour la fréquence des tempêtes tropicales et ouragans, Miami est la ville où le risque cyclonique est le plus important avec Nassau (Bahamas) et La Havane à Cuba. Pourtant, elle n’a jamais été touchée de façon directe depuis l'Hurricane Cleo en 1964.
Elle abrite le Centre national des ouragans (NHC). Elle a subi le passage de l'ouragan Cleo (1964), de l'ouragan Betsy (1965), de l'ouragan Andrew (1992), d'Irene (1999), des ouragans Katrina et Wilma en 2005, d'Irma en 2017 et de Dorian en 2019. En 2000, une tempête tropicale fit d’importants dégâts et provoqua de graves inondations.
Miami est l'une des villes les plus arrosées des États-Unis. Le climat de Miami combine des pluies abondantes (1 572,7 mm) avec un ensoleillement très élevé (3 154,9 h). Cela crée une végétation luxuriante, les averses durent quelques minutes mais sont parfois violentes et plutôt chaudes en été.
Officiellement, la saison cyclonique commence le 1er juin et s'achève le 30 novembre, même si des tempêtes peuvent survenir en dehors de cette période. Miami est sur la trajectoire des ouragans capverdiens qui se forment à proximité des îles du Cap-Vert (1 000 km à la ronde), près de l'Afrique de l'Ouest entre la mi-août et la fin de septembre.
La montée du niveau de la mer provoquée par le changement climatique rend la ville plus exposée aux inondations. Les réserves d'eau douce des aquifères et les fosses septiques sont parfois atteintes. La végétation intolérante au sel, notamment les palmiers, est également menacée.

## Urbanisme

### Quartiers et districts

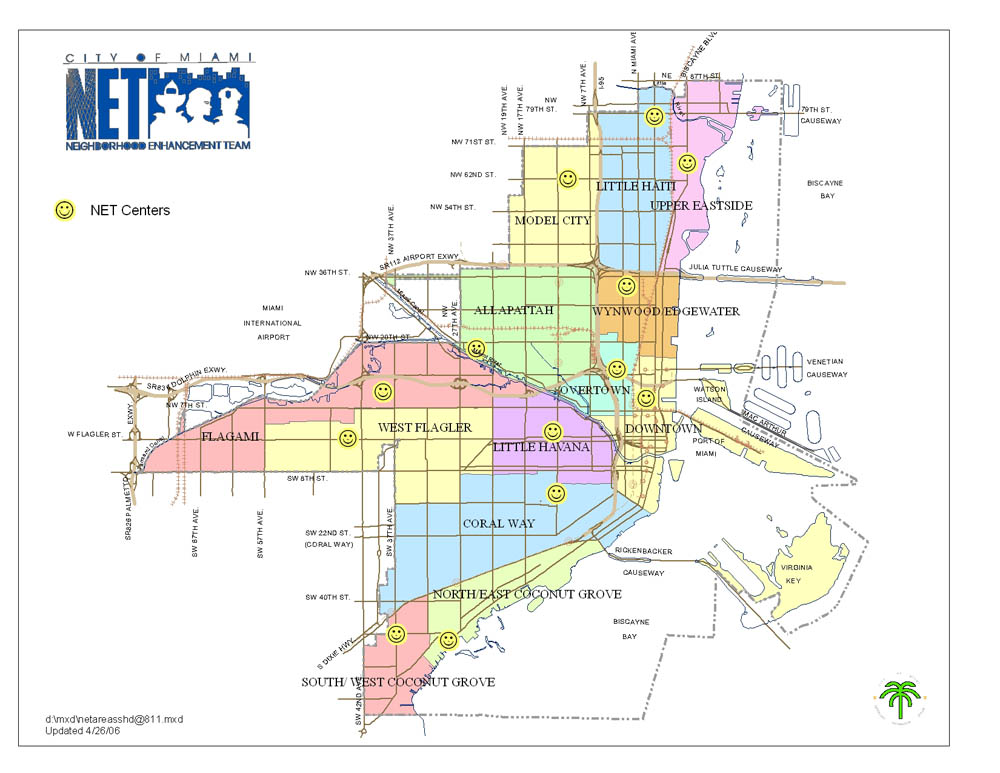
Les treize quartiers officiels de la ville de Miami.

La ville de Miami est divisée en cinq districts électoraux, chacun étant géré par un commissionnaire de district. Elle est également subdivisée en treize quartiers officiels. Ils sont utilisés par la ville de Miami, le plus souvent à des fins de planification urbanistique et sociale, mais servent également pour l'administration et le recensement de la population. Chacun des treize quartiers comprend un bureau de quartier contribuant à améliorer la vie locale des habitants. Ces bureaux sont gérés par le NET (Neighboorhood Enhancement Team)
, une structure mise en place par la mairie de Miami en 1992.
Downtown Miami est le centre de la ville et le quartier d'affaires ; il se trouve à l'extrémité de la Miami River qui se jette dans la baie de Biscayne. Il est le troisième plus important quartier d'affaires des États-Unis derrière ceux de New York et Chicago, avec une grande concentration de gratte-ciel. Il inclut les secteurs de Brickell, Virginia Key, Watson Island, ainsi que le port de Miami.

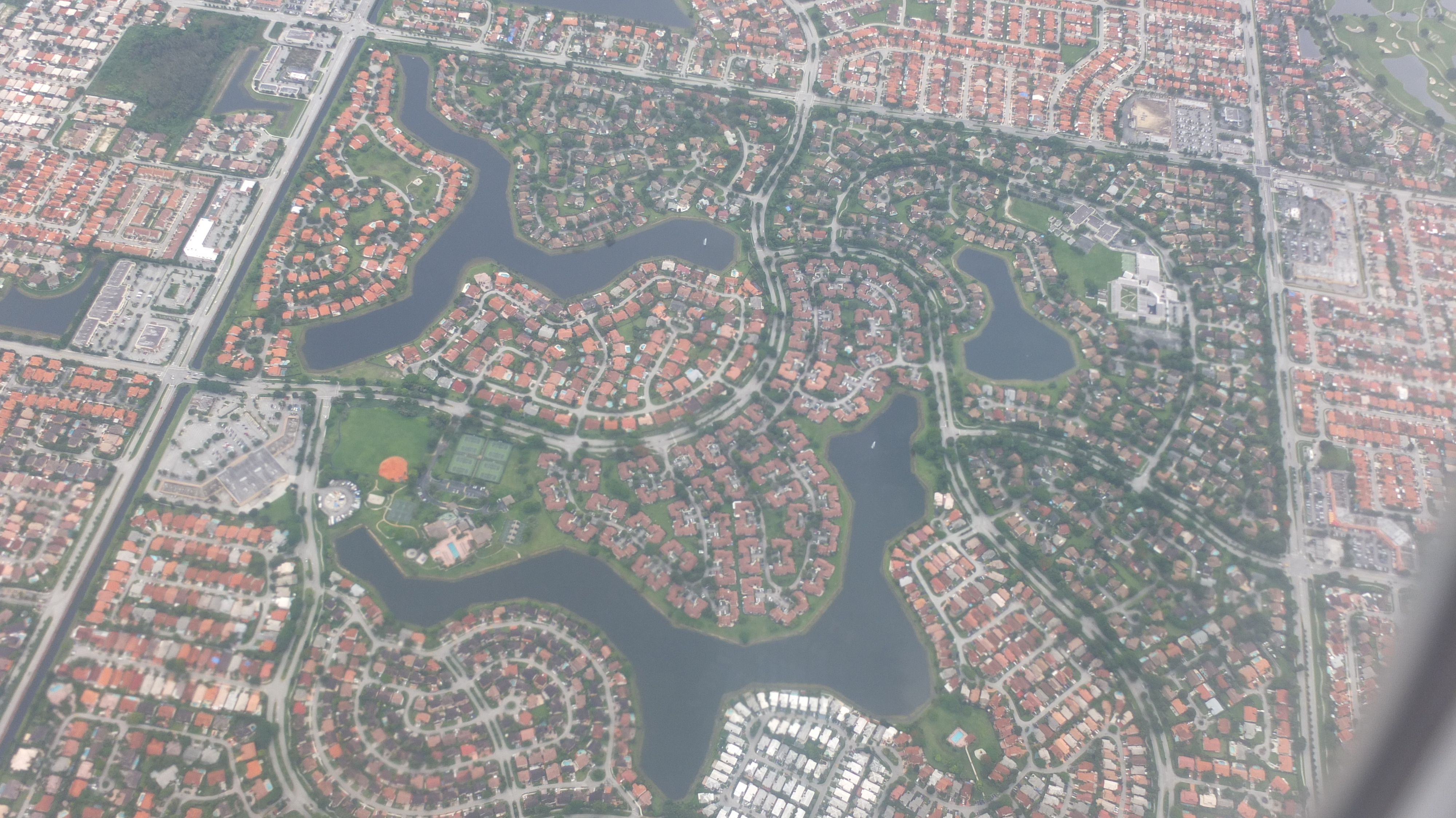
Vue aérienne d'une zone pavillonnaire de Miami.

Downtown Miami était le centre commercial de Miami, avec ses commerces, consulats, banques et cabinets d'avocats. Les années 1970-1980 ont vu émerger le quartier de Brickell comme le réel centre des affaires de Miami avec sa myriade de banques et ses larges cabinets d’avocats. Le quartier a ensuite été délaissé, offrant une vie active pendant la journée en semaine, et se vidant à la tombée de la nuit et même en journée le week-end. Mais il reprend vie depuis 2002 grâce à la réhabilitation de son centre et à la construction de nouveaux immeubles résidentiels.
Midtown Miami se trouve au nord du centre de la ville ; il occupe les parties de la ville connues sous le nom de Wynwood, Edgewater (ouest) et Overtown (ouest). Il s'agit d’un secteur où se côtoient les communautés caribéenne, hispanique, blanche, et qui est prisé par de nombreux artistes.
Les habitants les plus riches résident dans la partie nord-est de Midtown dans le Design District et l'Upper Eastside, dans des maisons construites dans les années 1920 ou dans les années 1950 dans le style Miami Modern Architecture.
Parmi les autres quartiers, on compte Liberty City, le Wynwood Art District, où se trouvent plusieurs musées ; Flagami et le Upper Eastside.
La zone située vers la 8e rue, avec ses petits commerces tenus par des Cubains, est connue sous le nom de petite Havane (Little Havana). On y trouve des restaurants cubains, des boutiques de souvenirs, des vendeurs de cigares, un parc avec joueurs dominos. Il existe également une petite Haïti (Little Haiti). Ces deux quartiers sont des enclaves urbaines où vivent respectivement des communautés cubaine et haïtienne. Allapattah est un quartier multiethnique.
Coral Way et Coconut Grove occupent le Sud de Miami. Coral Way est un quartier résidentiel construit en 1922 entre le centre-ville et Coral Gables. Coconut Grove a été fondé en 1825 et abrite l'hôtel de ville, le Dinner Key, le Coconut Grove Playhouse, CocoWalk, et de nombreux nightclubs, bars, restaurants et commerce. On peut également y visiter la Villa Vizcaya, The Kampong, The Barnacle Historic State Park. Il s’agit d’un quartier fréquenté par les étudiants.
Jusqu'au milieu des années 1960, pendant la ségrégation raciale, les Noirs n'avaient pas accès aux prêts immobiliers en dehors de certaines zones, ce qui leur interdisait l'accès au littoral.

### Principaux immeubles

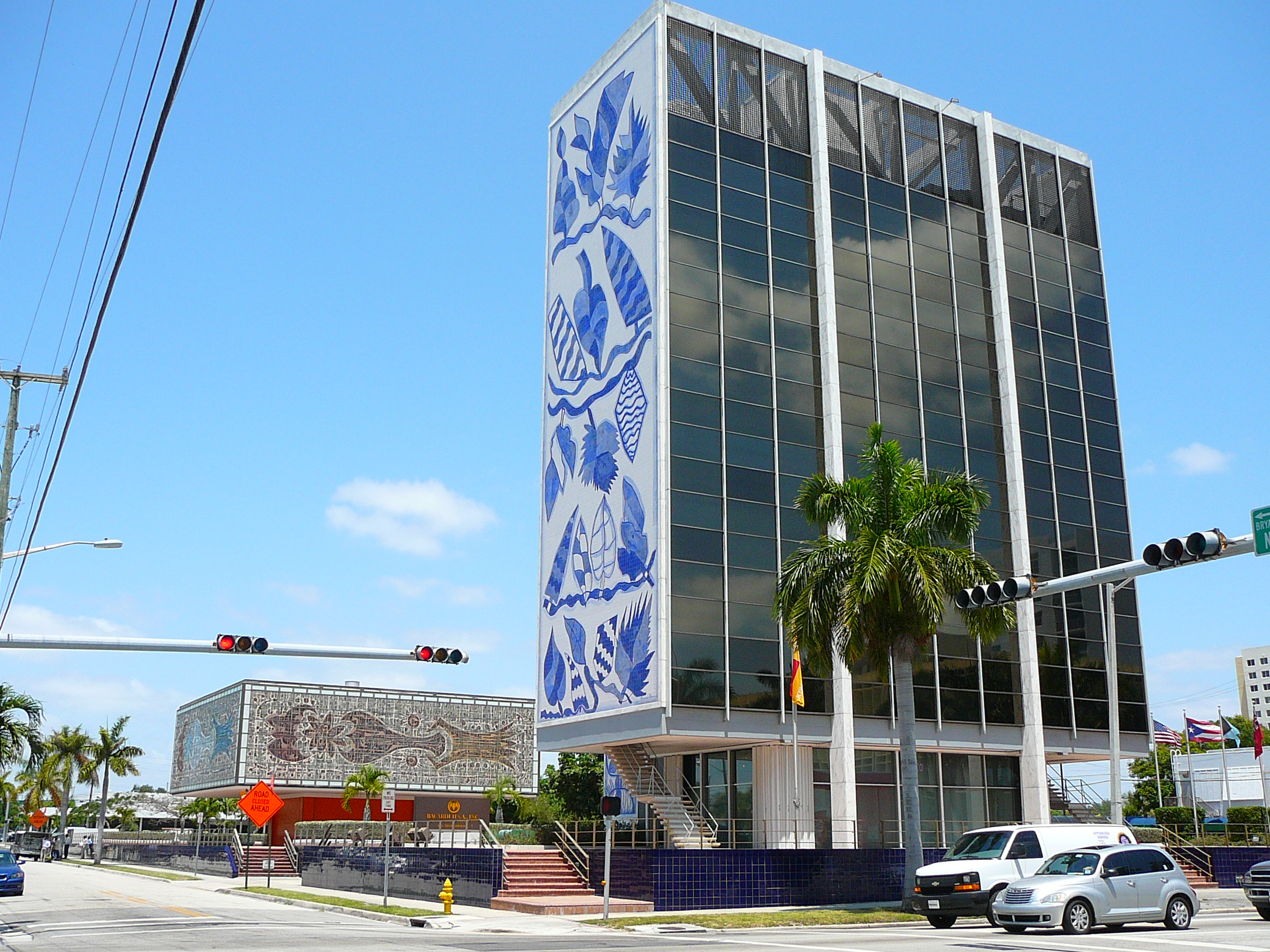
Le Bacardi Building dans le quartier de Midtown, est un exemple de l’architecture MiMo.

Actuellement, le plus grand gratte-ciel de Miami est le Four Seasons Hotel Miami avec 242 m de haut et 72 étages, achevé en 2003. Il est suivi par l'immeuble de bureaux Southeast Financial Center de 233 m, inauguré en 1984.
Plusieurs édifices sont actuellement en construction. De nombreux projets existent dont certains, comme les Empire World Towers ou One Bayfront Plaza, prévoient la construction de gratte-ciel de plus de 300 m de haut.

## Démographie

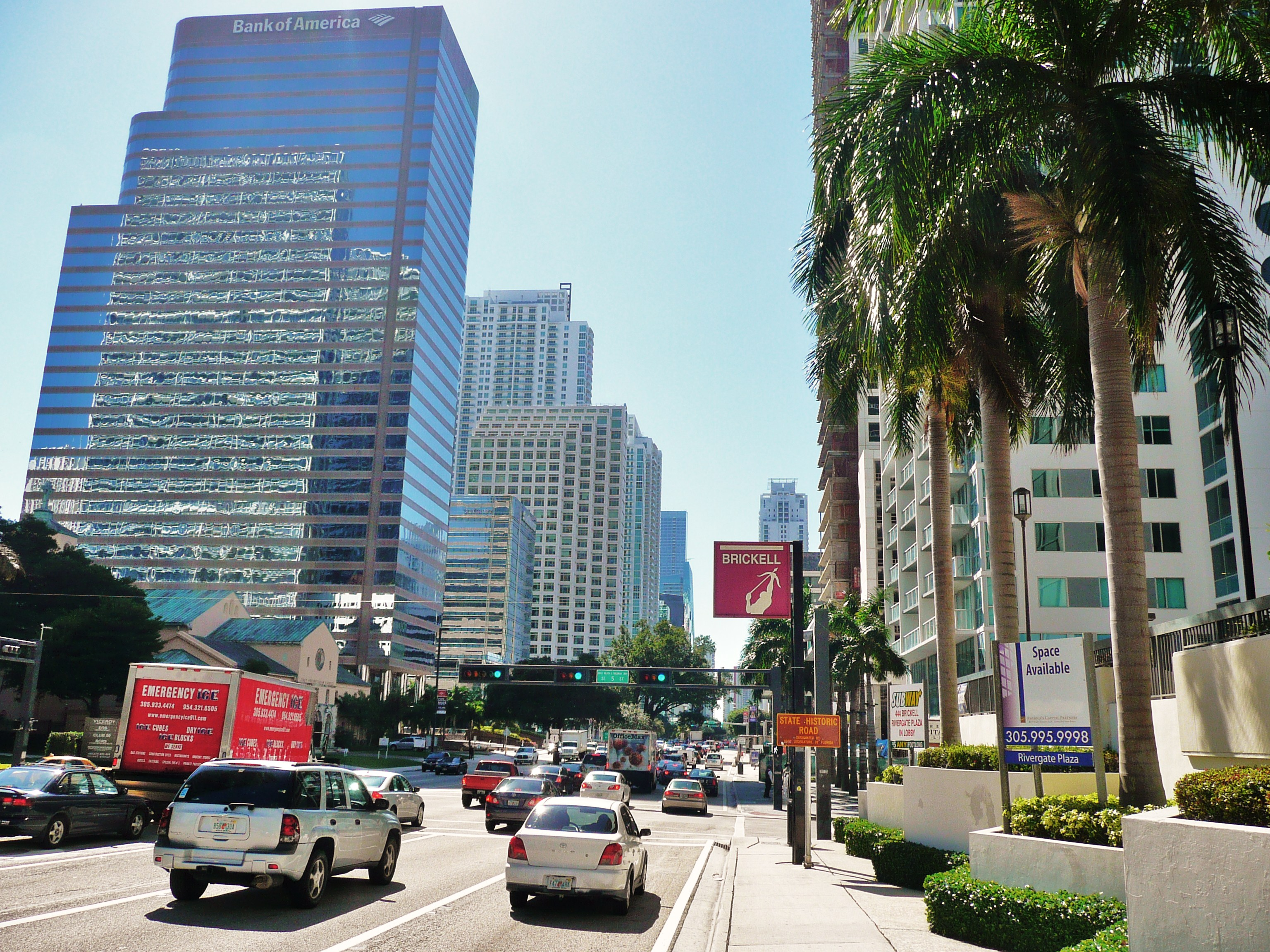
Brickell Avenue.

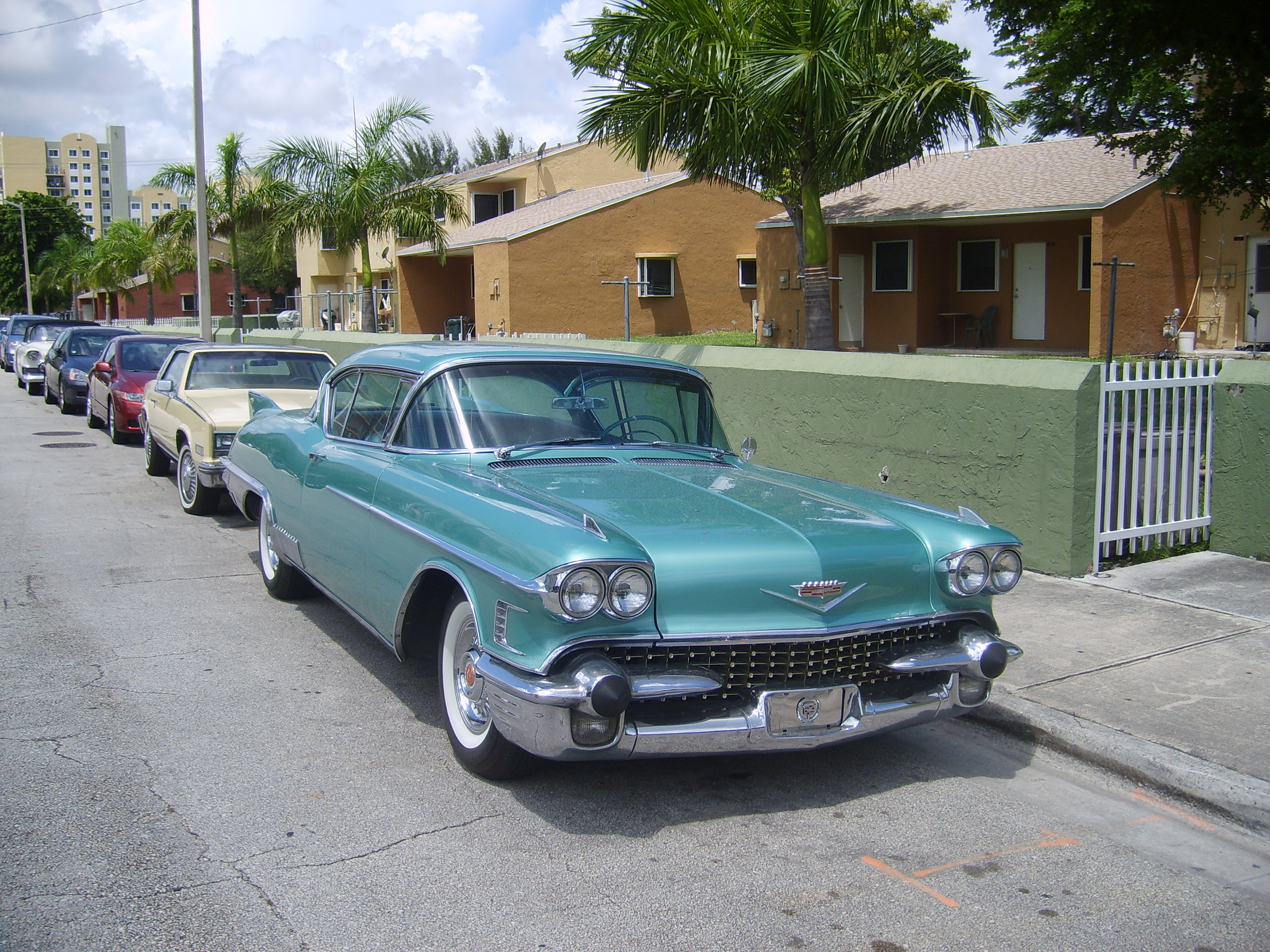
Cadillac Eldorado dans une rue du centre-ville.

Miami est la deuxième commune plus peuplée de l'État de Floride après Jacksonville. La densité y est élevée pour une ville américaine, avec 4 299 hab./km2.
L'aire urbaine de Miami s'étend sur les comtés de Miami-Dade, Broward et Palm Beach, ce qui représente une population de plus de 5,5 millions de personnes et en fait d'une part la cinquième agglomération du pays et d'autre part le plus grand ensemble urbain du sud-est des États-Unis devant Atlanta et sa périphérie.
| 1900  | 1910  | 1920   | 1930    | 1940    | 1950    |
| ----- | ----- | ------ | ------- | ------- | ------- |
| 1 681 | 5 471 | 29 571 | 110 637 | 172 172 | 249 276 |

| 1960    | 1970    | 1980    | 1990    | 2000    | 2010    |
| ------- | ------- | ------- | ------- | ------- | ------- |
| 291 688 | 334 859 | 346 681 | 358 548 | 362 470 | 399 457 |

| 2020    | - | - | - | - | - |
| ------- | - | - | - | - | - |
| 442 241 | - | - | - | - | - |

### Indicateurs socio-économiques
Entre 2017 et 2021, le revenu par habitant était en moyenne de 47 860 dollars par an, en dessous de la moyenne de la Floride (61 777 dollars) et des États-Unis (69 021 dollars). De plus, 20,9 % des habitants de Miami vivaient sous le seuil de pauvreté (contre 13,1 % dans l'État et 11,5 % à l'échelle du pays).
Seulement 30 % des habitants sont propriétaires de leur logement, contre 66,5 % au niveau de l'État et 64,6 % au niveau national.
Enfin, 22,1 % de la population ne possède pas d'assurance maladie, contre 15,1 % au niveau de l'État et 9,3 % au niveau national.
La ville connait depuis 2005 notamment un processus mêlant gentrification et spéculation immobilière. « En une quinzaine d'années, Miami est passée du statut de station balnéaire et paradis fiscal pour retraités adeptes du golf à celui de métropole globale, culturelle et branchée pour jeunes cadres supérieurs des nouvelles technologies et de la finance ». La population du comté de Miami a augmenté de 300 000 personnes au cours des années 2010, pour atteindre un total de 2,8 millions en 2020. Les prix de l'immobilier n'ont cessé d'augmenter (+ 24 % entre 2011 et 2017), dopés par une forte demande étrangère, et certains quartiers se sont embourgeoisés. En revanche, les salaires et la construction de logements sociaux n'ont pas suivi, faisant de Miami une ville de plus en plus inégalitaire.

### Diversité ethnique
| Groupe            | Miami | Floride | États-Unis |
| ----------------- | ----- | ------- | ---------- |
| Euro-Américains   | 72,6  | 75,0    | 72,4       |
| Afro-Américains   | 19,3  | 16,0    | 12,6       |
| Autres            | 4,2   | 3,6     | 6,4        |
| Métis             | 2,7   | 2,5     | 2,9        |
| Asiatiques        | 1,0   | 2,4     | 4,8        |
| Amérindiens       | 0,3   | 0,4     | 0,9        |
| Total             | 100,1 | 99,9    | 100        |
|                   |       |         |            |
| Latino-Américains | 70,0  | 22,5    | 16,7       |

En 2010, 34,4 % de la population de la ville est cubano-américaine, 7,2 % nicaraguo-américaine, 5,8 % honduro-américaine, 3,2 % colombo-américaine, 3,2 % portoricaine et 2,4 % dominicano-américaine.
Pour la période 2012-2016, 249 391 habitants de Miami, soit 57,6 % de la population, sont nés à l'étranger (94,4 % d'entre eux en Amérique latine). Parmi eux, 132 776 personnes ne possèdent pas la nationalité américaine (30,7 % de la population totale).
Selon l’American Community Survey, pour la période 2012-2016, 3,9 % de la population est haïtiano-américaine.

### Langues
Selon l’American Community Survey, pour la période 2011-2015, 69,73 % de la population âgée de plus de 5 ans déclare parler l'espagnol à la maison, 23,09 % déclare parler l'anglais, 4,10 % le créole haïtien, 0,56 % le portugais et 2,52 % une autre langue.

## Politique
La politique de droite cubaine détient depuis les années 1960 une forte influence à Miami, en raison de son pouvoir économique, du soutien de certains gouvernements notamment issus du Parti républicain, et au contrôle d'une grande partie des médias : deux quotidiens, Diario las Américas et El Nuevo Herald, six stations de radio (La Poderosa, Radio Mambi, WQBA, etc), et la chaine de télévision locale Canal 41. Pourtant, son influence tend à décliner notamment dans les années 2000, une part croissante de la communauté cubano-américaine souhaitant une normalisation diplomatique avec l'ile afin de voyager ou y investir.

### Administration

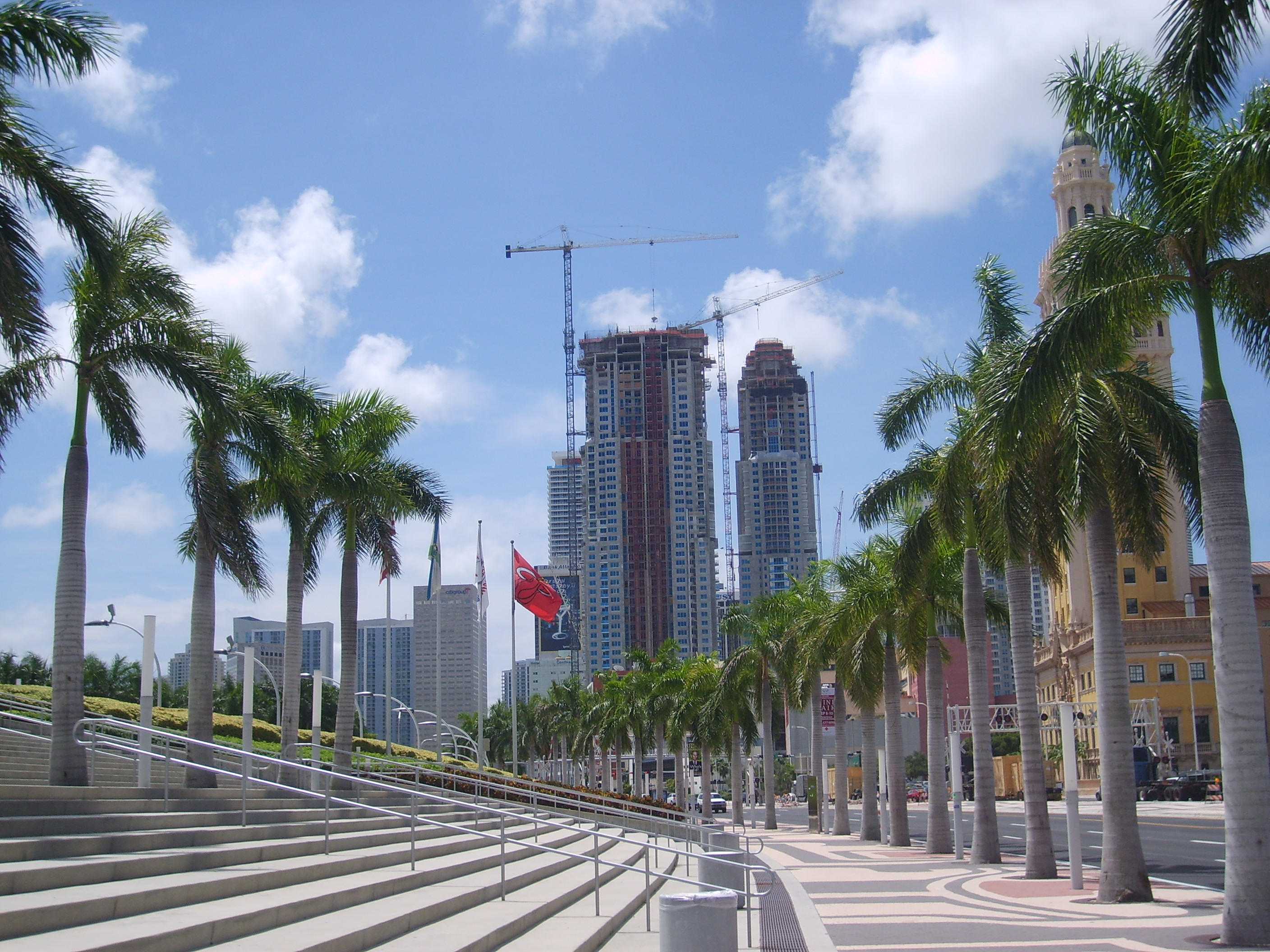
Downtown Miami.

L'administration de la ville de Miami est organisée selon la « Charte de la ville » régissant sa gouvernance sous forme de Maire-Commissionnaires (en anglais : Mayor-Commissioners). À sa tête le maire (Francis X. Suarez depuis novembre 2017) est entouré de cinq commissionnaires (City Commissioners) — c'est-à-dire des conseillers municipaux qui supervisent chacun un district de la ville. Ils forment le conseil municipal (City council), votent le budget et définissent la politique municipale. De plus, le Directeur administratif (City Manager) nommé par le Maire, le Procureur de Ville, et le Greffier municipal dont les pouvoirs s'étendent sur l'ensemble du territoire municipal assurent la gestion des affaires courantes, la défense des intérêts de la Ville et la tenue des dossiers et archives. Ils tiennent régulièrement des réunions à la mairie (City Hall) de Miami, située à 3500 Pan American Drive, Miami, Florida 33133 dans le quartier de Coconut Grove.

### Liste des maires
| Portrait                                                             | Identité                                                | Période          | Période                                | Durée                      | Étiquette         |
| Portrait                                                             | Identité                                                | Début            | Fin                                    | Durée                      | Étiquette         |
| -------------------------------------------------------------------- | ------------------------------------------------------- | ---------------- | -------------------------------------- | -------------------------- | ----------------- |
| Robert King High                                                     | Robert King High (en) (9 avril 1924 - 30 août 1967)     | 1er janvier 1957 | 30 août 1967 (mort en cours de mandat) | 10 ans, 7 mois et 29 jours | Parti démocrate   |
| Stephen P. Clark                                                     | Stephen P. Clark (en) (19 novembre 1923 - 4 juin 1996)  | 31 août 1967     | 25 novembre 1970                       | 3 ans, 2 mois et 25 jours  | Parti démocrate   |
| Pas de portrait sous licence libre disponible pour David T. Kennedy. | David T. Kennedy (en) (7 avril 1934 - 4 septembre 2014) | 25 novembre 1970 | 11 avril 1973                          | 2 ans, 4 mois et 17 jours  | Parti démocrate   |
| Maurice Ferré                                                        | Maurice Ferré (en) (23 juin 1935 - 19 septembre 2019)   | 19 avril 1973    | 17 août 1973                           | 3 mois et 29 jours         | Parti démocrate   |
| Pas de portrait sous licence libre disponible pour David T. Kennedy. | David T. Kennedy (en) (7 avril 1934 - 4 septembre 2014) | 17 août 1973     | 8 novembre 1973                        | 2 mois et 22 jours         | Parti démocrate   |
| Maurice Ferré                                                        | Maurice Ferré (en) (23 juin 1935 - 19 septembre 2019)   | 8 novembre 1973  | 14 novembre 1985                       | 12 ans et 6 jours          | Parti démocrate   |
| Xavier Suarez                                                        | Xavier Suarez (en) (né le 21 mai 1949)                  | 14 novembre 1985 | 11 novembre 1993                       | 7 ans, 11 mois et 28 jours | Parti démocrate   |
| Stephen P. Clark                                                     | Stephen P. Clark (en) (19 novembre 1923 - 4 juin 1996)  | 11 novembre 1993 | 4 juin 1996 (mort en cours de mandat)  | 2 ans, 6 mois et 24 jours  | Parti démocrate   |
| Willy Gort                                                           | Willy Gort (en) (né le 9 novembre 1940)                 | 4 juin 1996      | 24 juillet 1996                        | 1 mois et 20 jours         | Parti républicain |
| Joe Carollo                                                          | Joe Carollo (né le 12 mars 1955)                        | 24 juillet 1996  | 14 novembre 1997                       | 1 an, 3 mois et 21 jours   | Parti républicain |
| Xavier Suarez                                                        | Xavier Suarez (en) (né le 21 mai 1949)                  | 14 novembre 1997 | 12 mars 1998                           | 3 mois et 26 jours         | Parti démocrate   |
| Joe Carollo                                                          | Joe Carollo (né le 12 mars 1955)                        | 12 mars 1998     | 17 novembre 2001                       | 3 ans, 8 mois et 5 jours   | Parti républicain |
| Manny Diaz                                                           | Manny Diaz (né le 5 novembre 1954)                      | 17 novembre 2001 | 11 novembre 2009                       | 7 ans, 11 mois et 25 jours | Parti démocrate   |
| Tomás Regalado                                                       | Tomás Regalado (né le 5 décembre 1947)                  | 11 novembre 2009 | 7 novembre 2017                        | 7 ans, 11 mois et 27 jours | Parti républicain |
| Francis X. Suarez                                                    | Francis X. Suarez (né le 6 octobre 1977)                | 15 novembre 2017 | En cours                               | 7 ans, 7 mois et 10 jours  | Parti républicain |

### Conseil municipal
- Francis X. Suarez - républicain, maire de la ville de Miami élu le 7 novembre 2017,
- Wifredo Gort - Commissionnaire du District 1 de la Ville de Miami ;
- Marc Sarnoff - Commissionnaire du District 2 de la Ville de Miami ;
- Frank Carollo - Commissionnaire du District 3 de la Ville de Miami ;
- Francis Suarez - Commissionnaire du District 4 de la Ville de Miami ;
- Michelle Spence Jones - Commissionnaire du District 5 de la Ville de Miami.

### Gestionnaires municipaux
- Pedro G. Hernandez - Directeur administratif (City Manager) ;
- Julie O. Bru - Procureur de Ville (City Attorney) ;
- Priscilla Thompson - Greffier municipal (City Clerk).

## Économie

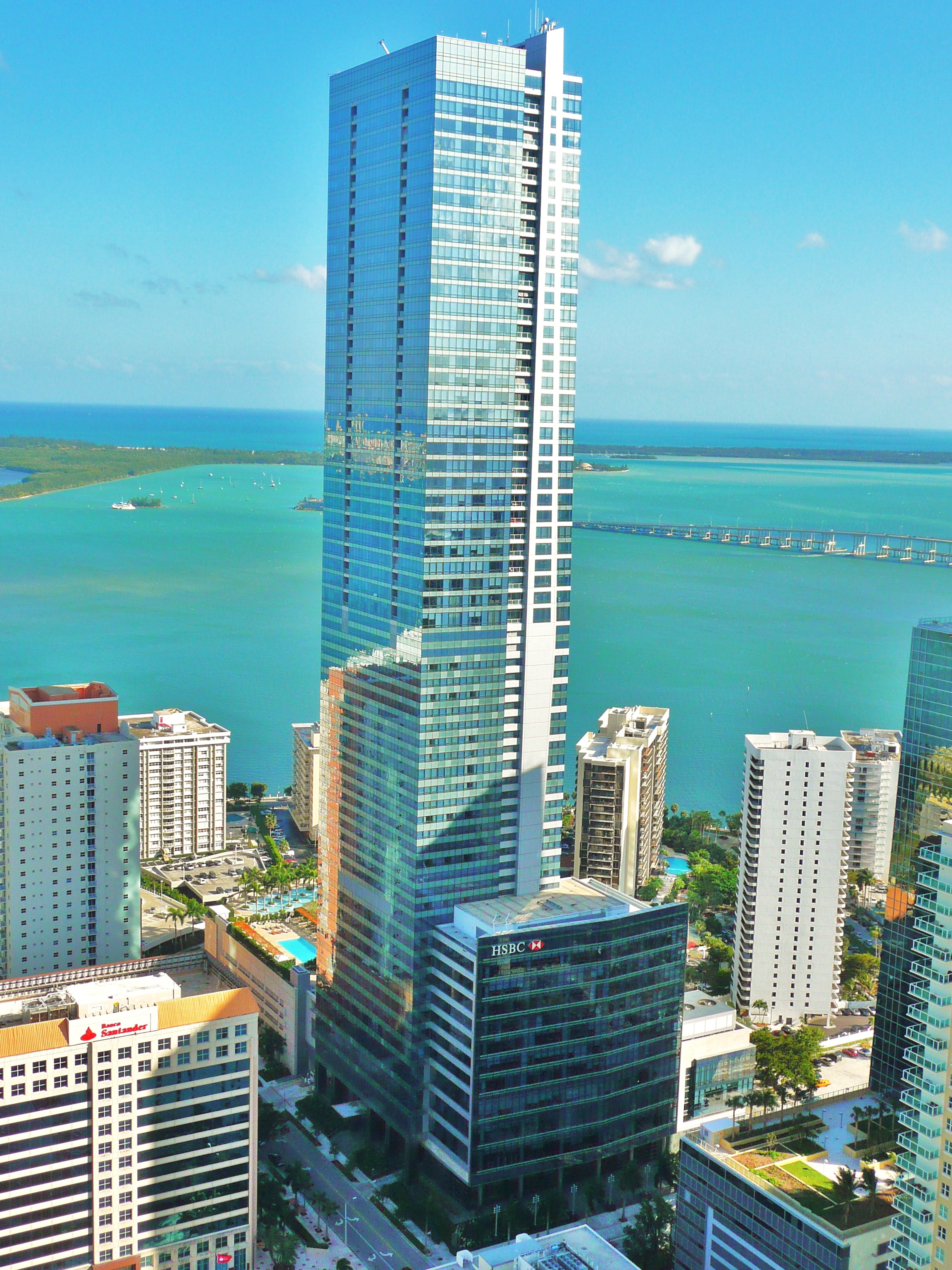
Le Four Seasons Hotel Miami, actuellement le plus haut gratte-ciel de la ville.

Miami est considérée aujourd'hui comme une ville ouverte au commerce international et spécialement avec l'Amérique Latine. La ville est parfois considérée comme la porte des États-Unis vers l'Amérique latine, d'où son surnom de « The Gateway of the Americas », la porte des Amériques. Le tourisme est une source majeure de revenus pour la ville qui vit de son image de paradis tropical, notamment avec la ville voisine de Miami Beach. Au-delà de son climat enchanteur, sa culture mêlée et son caractère international rendent la région attrayante. En 2003, 10,4 millions de visiteurs ont passé au moins une nuit dans l'agglomération et ont dépensé quelque 9,9 milliards de dollars.

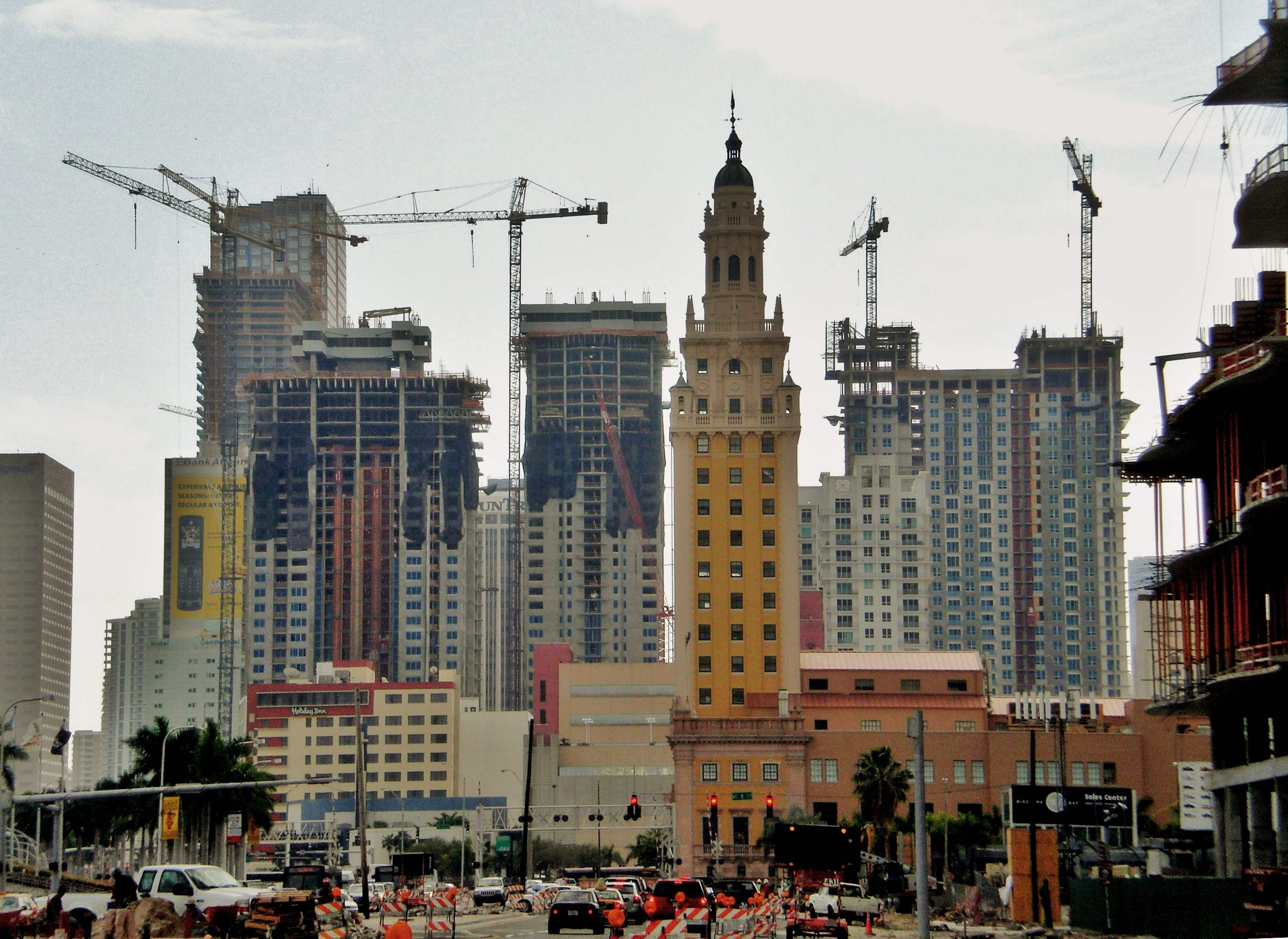
Cette photographie du quartier d'affaires de Miami, prise le 2 février 2007, montre le grand nombre de constructions de gratte-ciel en cours derrière la Freedom Tower.

La population active est de 167 689 personnes en 2006, dont 9 530 sont au chômage, soit 5,1 % du total, un taux plus élevé que la moyenne nationale. Parmi les principaux secteurs de la ville figurent les services sociaux, l'enseignement et la santé (25 250 salariés), le BTP (23 905 salariés).
Le port de Miami est le port le plus important du globe pour le transport des passagers de croisière. 3 605 201 personnes y ont embarqué en 2005, soit une progression d'environ 15,8 % par rapport à 1999. 64 consulats sont installés à Miami.
Depuis 2005, la région de Miami vit son plus important boom immobilier depuis les années 1920. Elle est le cadre d'un phénomène que certains appellent la « Manhattanization » (en référence à l'arrondissement de Manhattan, à New York) de Miami : plus de 80 immeubles de grande hauteur et gratte-ciel y sont en construction, dont les bâtiments du Biscayne Wall bordant Biscayne Boulevard, Marinablue, le Ten Museum Park, Marquis Miami, 900 Biscayne Bay, Everglades on the Bay et Freedom Square. Le quartier récemment créé de Midtown Miami est une autre illustration de la vitalité économique de la métropole.
La ville attire de nombreuses entreprises, dont plusieurs grandes sociétés, qui ont installé leur siège social dans Miami ou à proximité. On peut citer Alienware, AutoNation, Brightstar Corporation, Burger King, Carnival Cruise Lines, Citrix systems, DHL, Norwegian Cruise Line, Royal Caribbean International, Ryder Systems et Spirit Airlines.
L'État de Floride étant un paradis fiscal dépourvu d'impôt sur le revenu, environ 40 % du budget de Miami provient de la taxe foncière. Cette situation rend la ville dépendante du marché immobilier et du tourisme, ce qui conduit la municipalité à encourager la construction d'appartements et hôtels de luxe.

## Culture

### Lieux culturels

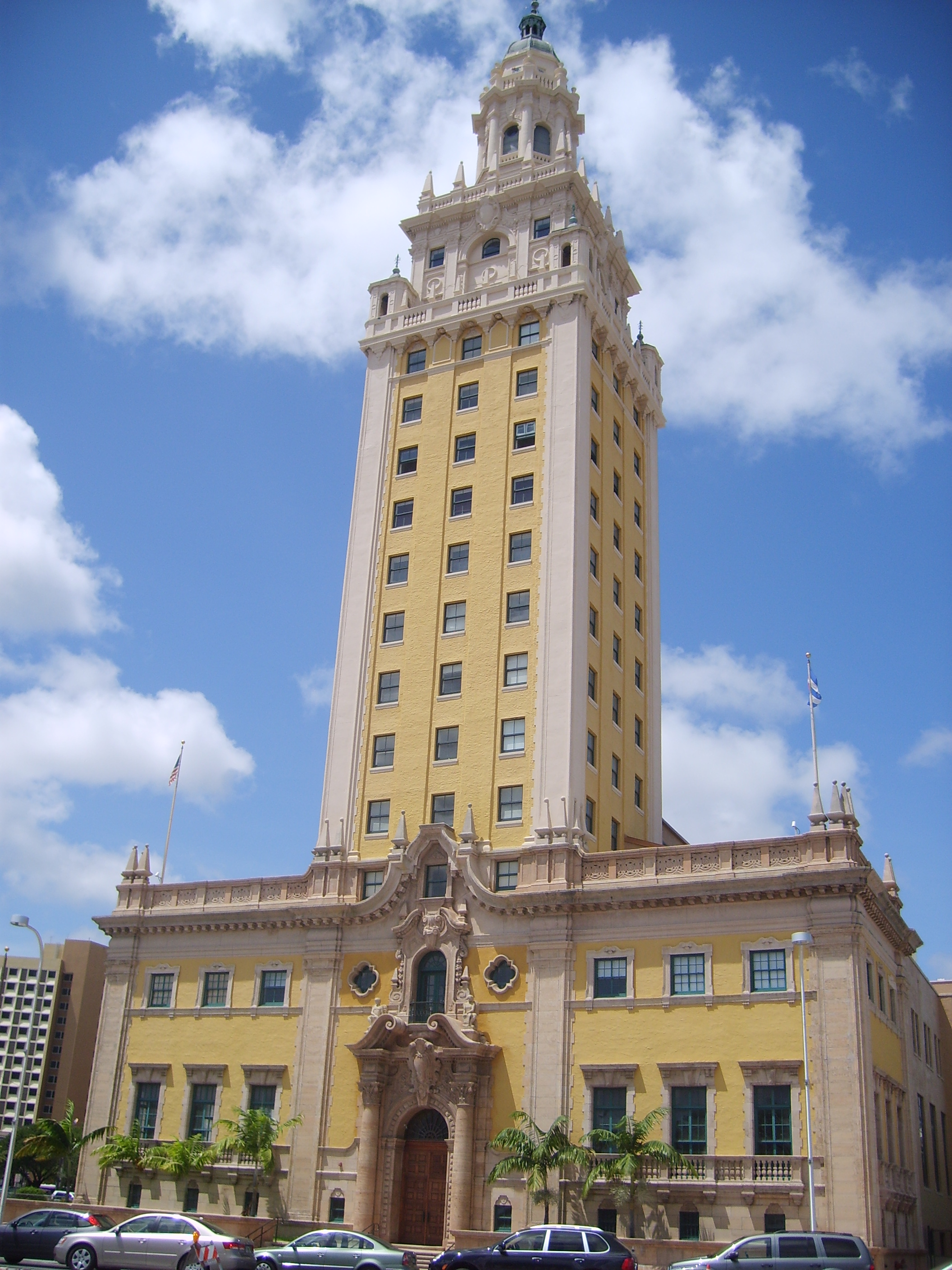
Premier gratte-ciel de Miami construit en 1925, la Freedom Tower abrite le mémorial cubain de l'immigration.

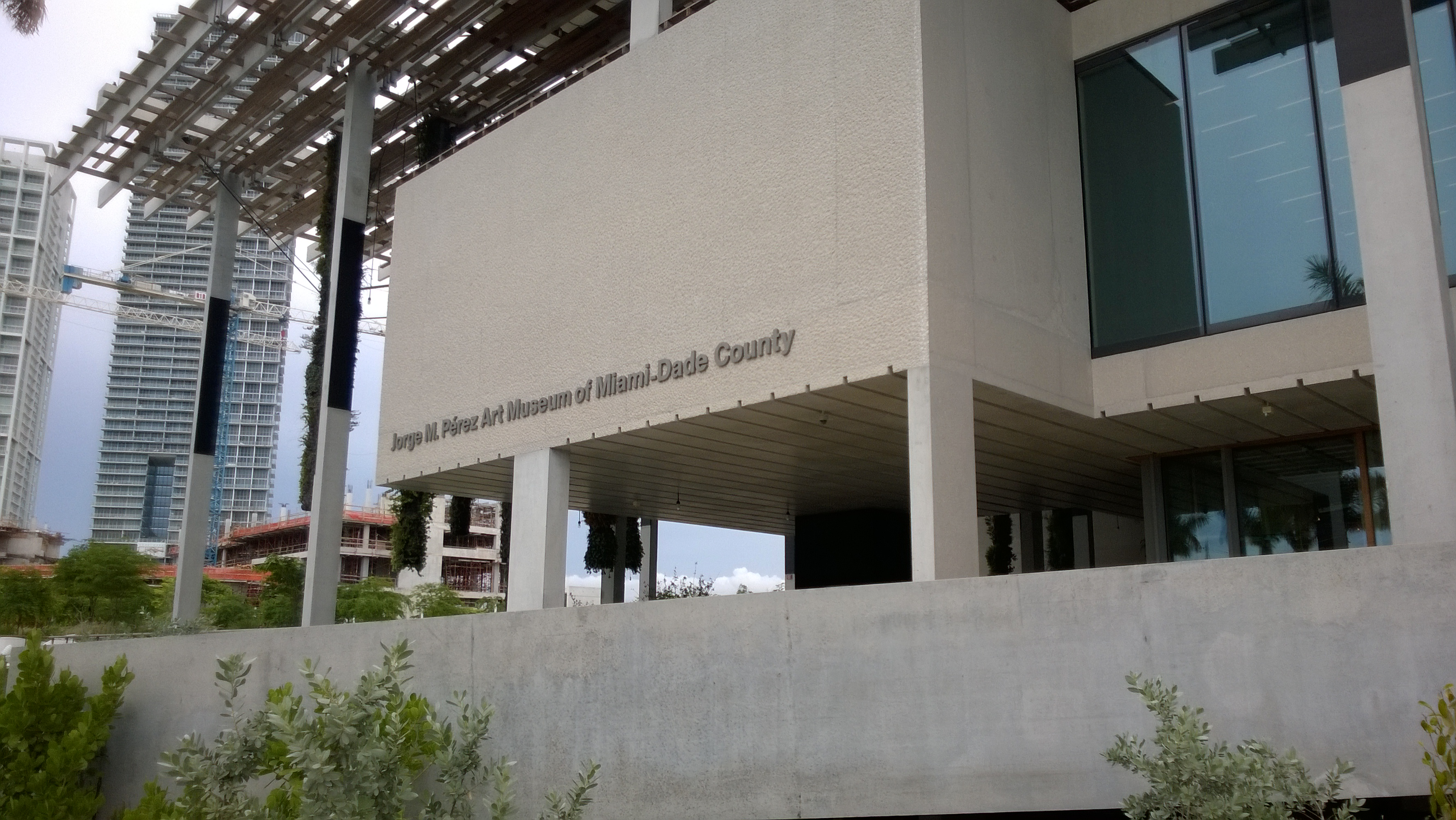
Pérez Art Museum Miami.

Miami possède une vie culturelle intense grâce à ses nombreuses infrastructures et sa diversité ethnique : l’Adrienne Arsht Center for the Performing Arts est le deuxième plus grand centre de spectacles des États-Unis après le Lincoln Center de New York. Il accueille les concerts du Florida Grand Opera ainsi que le Ziff Ballet Opera House, le Knight Concert Hall, le Carnival Studio Theater et le Peacock Rehearsal Studio.
Les autres scènes de Miami sont le Gusman Center for the Performing Arts, la Coconut Grove Playhouse, le Colony Theatre, le Lincoln Theatre, la New World Symphony House, l’Actor's Playhouse dans le Miracle Theatre, le Jackie Gleason Theatre, le Manuel Artime Theater, le Ring Theatre, le Playground Theatre, le Wertheim Performing Arts Center, le Fair Expo Center et le Bayfront Park Amphitheater pour les concerts en plein air.
Les musées de Miami sont : Bass Museum, Frost Art Museum, Historical Museum of Southern Florida, Jewish Museum of Florida, Lowe Art Museum, Pérez Art Museum Miami, Miami Children's Museum, Miami Science Museum, musée d'Art contemporain de North Miami, Villa Vizcaya, Wolfsonian-FIU Museum, Merrick House. Le centre culturel de Miami abrite la bibliothèque municipale. Un nouveau musée ouvre fin 2017 dans le quartier du design, l'Institut d'art contemporain de Miami.
Il existe plus de 80 parcs et jardins publics dans la ville : le Bayfront Park et le Bicentennial Park près du centre ville, l’American Airlines Arena, Bayside Marketplace, jardin botanique tropical Fairchild, Tropical Park, Watson Island, Morningside Park et Key Biscayne.
Jungle Island, Miami MetroZoo, Miami Seaquarium sont des lieux fréquentés par les habitants de Miami et les touristes.

### Mode
Miami est aussi un centre important pour la mode : plusieurs agences s’y sont installées et de nombreux défilés y sont organisés, comme la Miami Fashion Week et la Mercedes-Benz Fashion Week Miami qui se tient dans le Wynwood Art District.

### Musique
En raison de son importante communauté cubaine, les musiques latino-américaines ont acquis une large audience à Miami. La conga et la rumba ont été popularisées par les migrants cubains. Les Dominicains ont apporté la bachata et le merengue, les Colombiens le vallenato. Les musiques des Caraïbes et des Antilles (reggae, soca, kompa, zouk, calypso, steel-drum) sont également présentes à Miami.
Au début des années 1970, la musique disco de Miami connut un important succès avec TK Records (en), KC and the Sunshine Band, Foxy ou les chanteurs nés dans la ville : George McCrae et Teri DeSario (en), puis Gloria Estefan et Miami Sound Machine marquèrent les années 1980. À la même époque naquit la Miami bass, sorte de dérivé minimaliste de l'electro (lui-même sous-genre du hip-hop) dont les basses très lourdes et l'utilisation intensive de la boîte à rythmes Roland TR-808 seront réitérées dans des branches plus récentes du hip-hop en provenance du sud tels que le crunk et le Dirty South.
Miami est également considérée comme l’un des principaux foyers mondiaux de la dance music, notamment du Latin Freestyle qui connut son heure de gloire à la fin des années 1980 et dont les artistes les plus connus furent Debbie Deb, Stevie B ou Exposé, tous originaires de Miami.
Les labels indépendants Cat Power et Iron & Wine sont implantés à Miami. Sage Francis (hip-hop alternatif), Uffie (electro) et Avenue D (electroclash) sont nés à Miami. D’autres chanteurs et groupes de musique sont originaires de Miami comme Against All Authority (punk), alors que Nonpoint et Marilyn Manson (rock, metal) sont de Fort Lauderdale. La chanteuse américano-cubaine Ana Cristina, née à Miami en 1985, est la première hispanique à chanter l’hymne national américain au cours d’une investiture présidentielle.
Miami est enfin une importante scène de musique techno : la Winter Music Conference est la plus grande manifestation de dance music du monde. Le quartier de Miami Beach regroupe de nombreuses discothèques comme le Space, Mansion, Parkwest, Ink, le Cameo et Opium Garden. Elle est avec Mykonos, Ibiza et Ayía Nápa, l’une des destinations préférées des DJ internationaux.
Une nouvelle scène hip-hop commence à prendre de l'ampleur avec des artistes tels que, Rick Ross, Trina, Trick Daddy, DJ Khaled, Flo Rida, Sean Kingston, Pretty Ricky, Deep Side, Iggy Azalea, les producteurs Cool and Dre, Scott Storch ainsi que le rappeur latino Pitbull qui a démocratisé la Miami bass, l'autre genre à la mode dans le sud des États-Unis.

### Médias

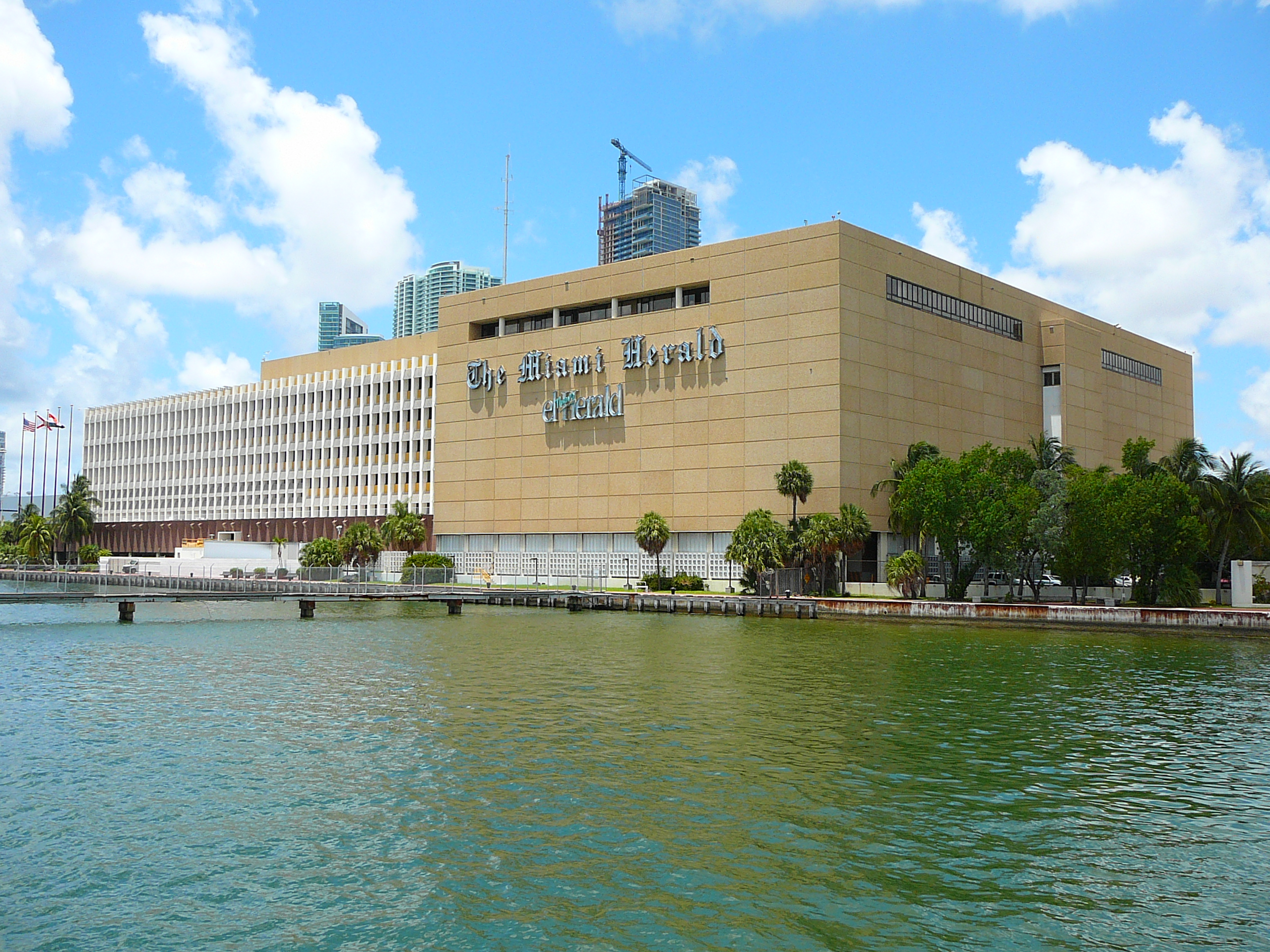
Le siège du journal Miami Herald.

Il existe une importante offre de journaux à Miami : le principal journal en anglais est The Miami Herald qui tire à plus de 260 000 exemplaires en semaine et emploie quelque 1 400 personnes ; il a reçu 19 fois le Prix Pulitzer et son rayonnement va bien plus loin que le sud de la Floride car il est distribué dans six pays d’Amérique latine et des Caraïbes. Sa version hispanophone, El Nuevo Herald, est le deuxième journal en espagnol le plus lu aux États-Unis et tire 95 000 exemplaires en semaine.
Les autres journaux de Miami sont le Miami Today, le Miami New Times, le Miami Sun Post, le South Florida Business Journal, le Sun-Sentinel, le Miami Times et le Biscayne Boulevard Times.
Le Courrier de Floride est édité par la communauté française, Le Floridien par les Haïtiens, Le Soleil de Floride et Hebdo Floride par les Québécois. Miami est également le lieu où est situé le siège de la chaîne francophone Bonjour America TV diffusée sur l'ensemble du territoire des États-Unis.
Deux journaux sont publiés en espagnol, El Sentinel et le Diario Las Americas.
Certains quartiers éditent leur journal local tels que le Coral Gables Tribune, le Biscayne Bay Tribune et le Palmetto Bay News. Enfin, les universités de la ville proposent des journaux pour les étudiants : The Beacon (université internationale de Floride), The Miami Hurricane (université de Miami), The Metropolis (Miami Dade College), The Buccaneer (Barry University).
À l’échelle de l’agglomération, on compte de nombreux magazines tels que Miami Monthly, Ocean Drive, South Florida Business Leader.
Miami est le douzième marché de la radio et le dix-septième marché de la télévision aux États-Unis. Les principales chaînes de télévision de la région sont WAMI (TeleFutura Network), WBFS (My Network TV), WSFL (The CW), WFOR (CBS), WHFT (TBN), WLTV (Univision), WPLG (ABC), WPXM (ION), WSCV (Telemundo), WSVN (FOX), WTVJ (NBC), WPBT (PBS), WLRN (également gérée par PBS) et WSBS Mega TV.

### Éducation

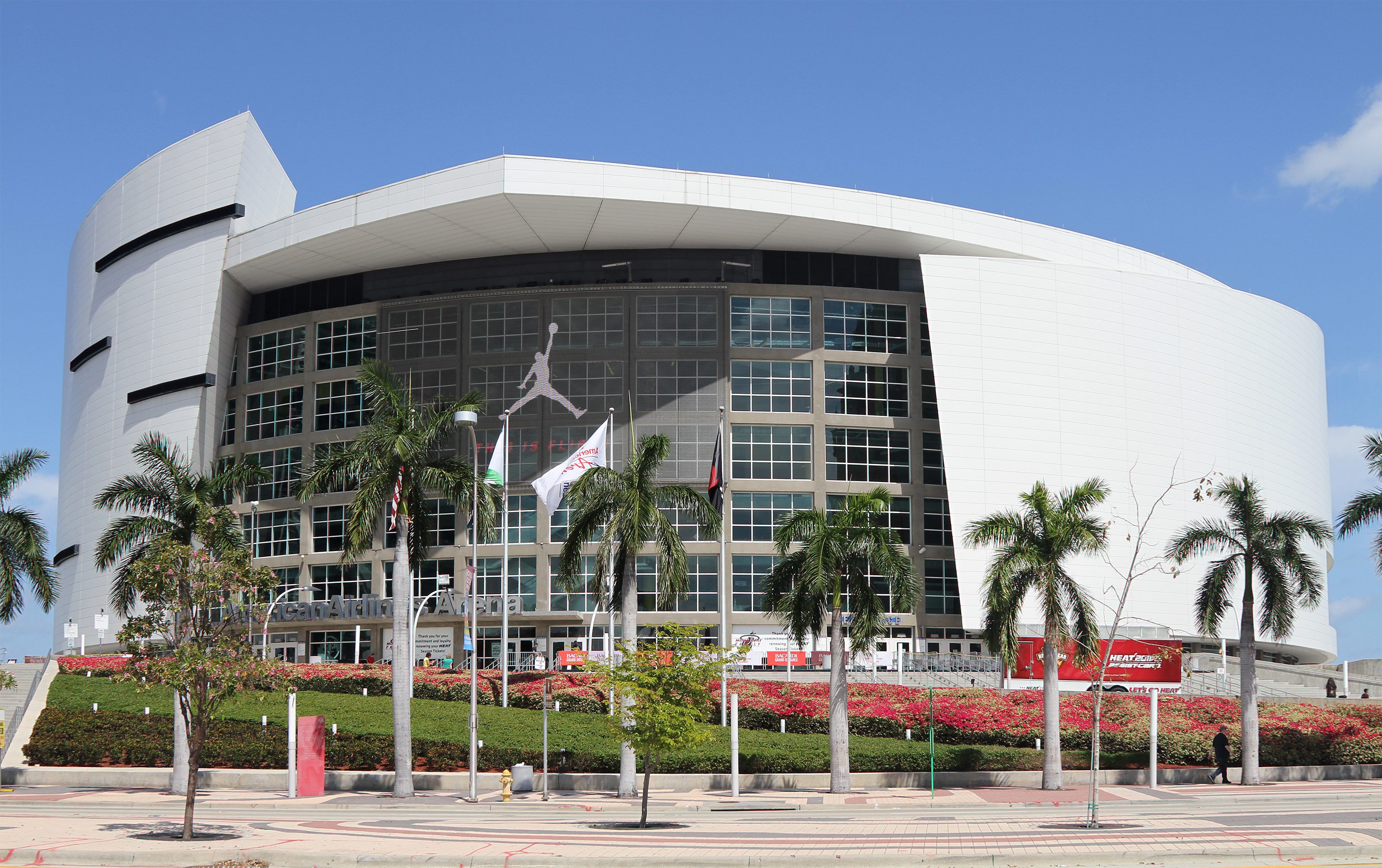
Le stadium de l'équipe de basket Miami Heat.

Les établissements scolaires de la ville sont gérés par le district du Miami-Dade County Public Schools, le plus important de Floride et le quatrième des États-Unis avec 414 128 élèves, dont 52 % sont d'origine hispanique.
Les deux universités publiques situées sur le territoire municipal sont l'université internationale de Floride et le Miami Dade College. Se trouvent également à proximité l'université de Miami (privée), la Barry University (privée catholique), la Florida Memorial University (privée), la St. Thomas University (privée catholique), la Johnson and Wales University (privée), et NOVA Southeastern University (privée).

### Dans la culture populaire
De nombreux films ont été tournés à Miami, parmi lesquels Goldfinger, où James Bond passe une nuit au Fontainebleau Resort Hotel de Miami Beach, Porky's (1982), Scarface (1983), La Cage aux folles (adaptation américaine) (1986), Only the Strong (1993), Bad Boys (1995), Donnie Brasco (1997), L'Enfer du dimanche (1999), Bad Boys 2 (2002), 2 Fast 2 Furious (2004), Le Transporteur 2 (2005), Sexy Dance 4: Miami Heat (2012) et Moonlight (2016). On peut aussi citer le documentaire Cocaïne Cowboys qui brosse un portrait de la ville dans les années 1980 et 90, à l'apogée du trafic de stupéfiants et des règlements de comptes.
Plusieurs séries télévisées ont pour cadre Miami, dont Nip/Tuck, Les Experts : Miami (CSI: Miami), Good Morning, Miami, Les Craquantes (The Golden Girls), Deux Flics à Miami (Miami Vice), Karen Sisco, La Maison en folie (Empty Nest), Miami 7 et plus récemment Dexter, Burn Notice, Ballers, Jane The Virgin, Rosewood, Magic City, The Glades, Teen Witch, Austin et Ally.
Les jeux vidéo Grand Theft Auto: Vice City, Grand Theft Auto: Vice City Stories, ainsi que le prochain Grand Theft Auto VI se déroulent dans une ville imaginaire (Vice City) fortement inspirée par Miami au niveau de sa géographie et de l'architecture. On peut aussi citer Driver, DRIV3R, Scarface: The World Is Yours, Miami Nights: Singles In The City, Miami Vice : Deux flics à Miami, Miami Vice: The Game, Hotline Miami, Hotline Miami 2: Wrong Number, Les Experts : Miami, ainsi que Hitman 2 dont un niveau se déroule aussi à Miami, pendant une course de Formule 1.

### Littérature
La Floride, comme le résume assez bien l'écrivain américain Tim Dorsey dans son livre Florida Roadkill est L'État hallucinogène par excellence, et avec lui sa ville de Miami, qui a inspiré pléthore d'écrivains. Dresser l'autopsie de cette ville serait brosser un tableau certes haut en couleur, eu égard au foisonnement de personnages tous aussi loufoques les uns que les autres, mais pas uniquement. Si Miami fascine par son exotisme, c'est aussi la ville où le désenchantement est le plus grand, où la désillusion atteint son paroxysme.
- L'écrivain de polars américain Charles Willeford, a enseigné l'écriture à l'Université de Floride dans les années 1970. Son livre Miami Blues, paru en 1984, brosse un portrait acerbe et sans concession de Miami et d'une Floride en pleine mutation, aux antipodes de l'imaginaire collectif. Dans Miami Blues apparaît Hoke Moseley, flic désabusé, qui sera le héros de ses romans suivants avant que son créateur ne succombe à Miami le 27 mars 1988, à l'âge de 68 ans, d'une crise cardiaque.
- L'écrivain américain de westerns et de polars, Elmore Leonard, situe bon nombre de ses intrigues à Miami. Parmi ces romans, on peut citer rum punch (punch créole pour la version française), Pronto (en), La Brava, Maximum Bob, ou encore Beyrouth-Miami (en).

Miami est aussi au cœur du dernier livre de Tom Wolfe, Bloody Miami.

## Sports

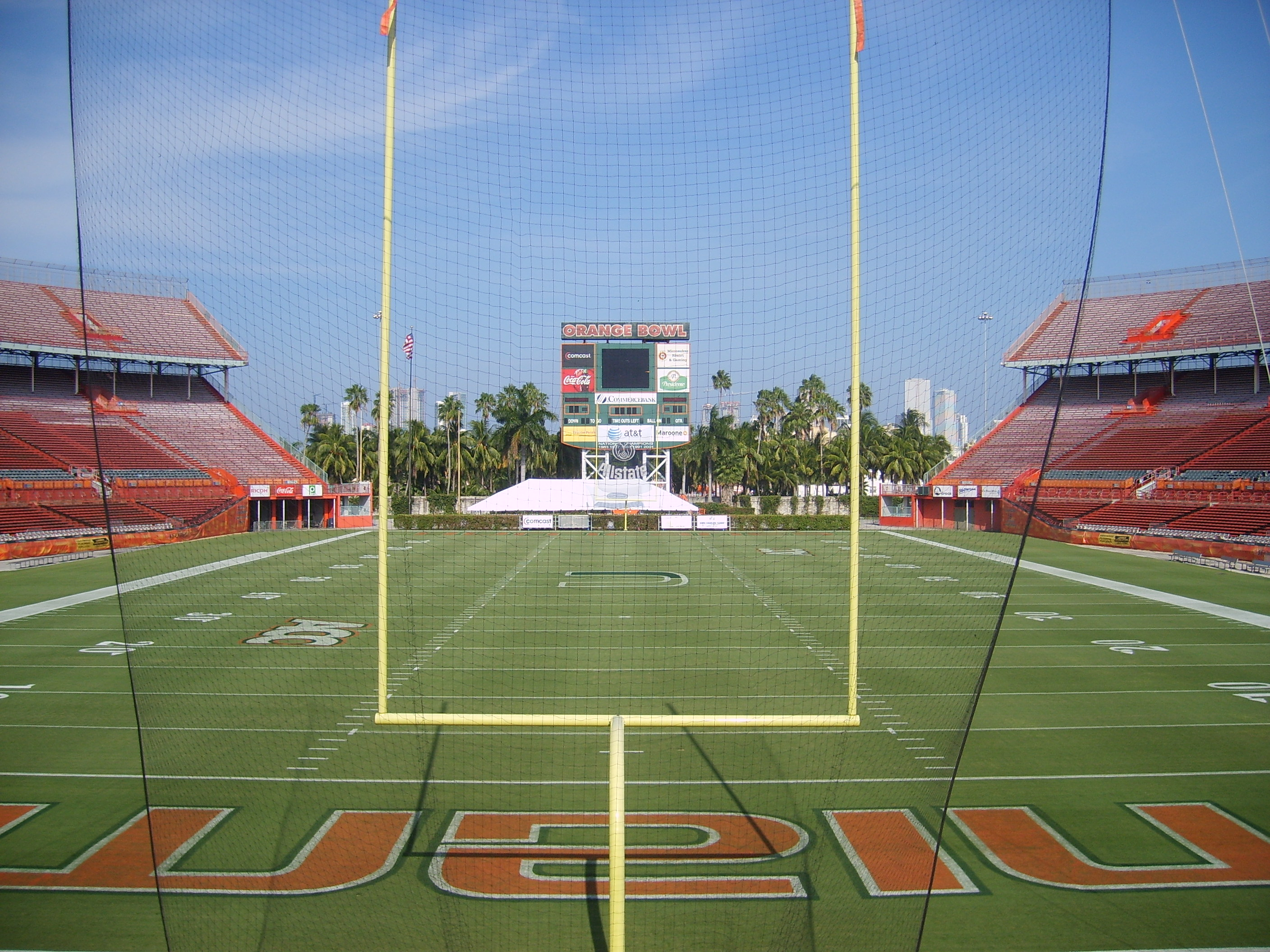
L'ancien Orange Bowl Stadium de Miami.

| Équipe                 | Ligue                     | Stade                  | Création | Titres |
| ---------------------- | ------------------------- | ---------------------- | -------- | ------ |
| Heat de Miami          | NBA (basket-ball)         | Kaseya Center          | 1988     | 3      |
| Dolphins de Miami      | NFL (football américain)  | Hard Rock Stadium      | 1966     | 2      |
| Marlins de Miami       | MLB (baseball)            | LoanDepot Park         | 1993     | 2      |
| Panthers de la Floride | LNH (hockey sur glace)    | Amerant Bank Arena     | 1993     | 2      |
| Miami Football Club    | USL Championship (soccer) | Riccardo Silva Stadium | 2015     | 3      |
| Inter Miami            | MLS (soccer)              | Chase Stadium          | 2018     | 0      |

## Voies de communication et transports

### Transport aérien

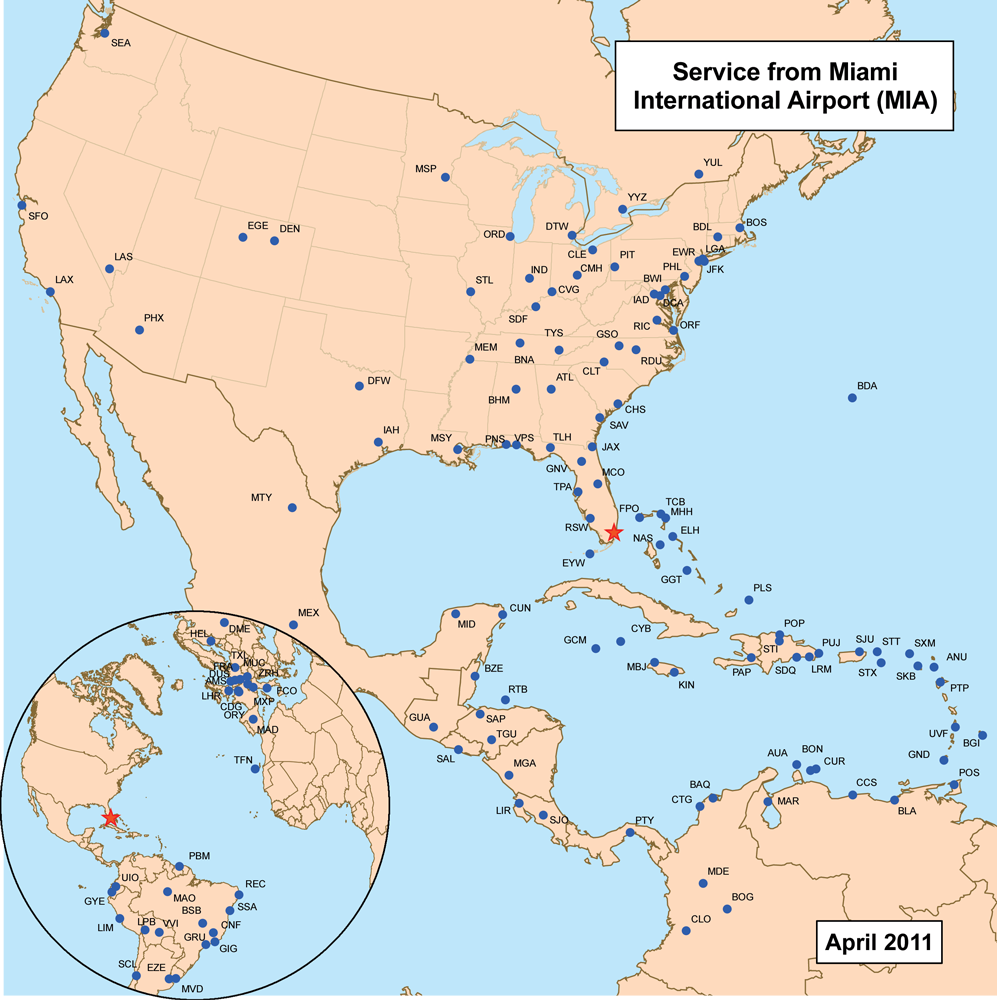
L'aéroport international connecte Miami aux principales villes américaines et européennes.

L'aéroport international de Miami fait partie des trente principaux aéroports du monde : 44 millions de passagers y transitent par an. C'est la quatrième porte d'entrée du pays pour les voyageurs aériens étrangers après l'aéroport international O'Hare de Chicago, l'aéroport international de New York - John-F.-Kennedy et l'aéroport international de Los Angeles. L'aéroport international de Fort Lauderdale-Hollywood situé à proximité offre également des vols commerciaux, sa vocation est moins internationale puisqu'il est utilisé par des passagers commençant ou finissant leur voyage en Floride du Sud.

### Transport maritime
Le Port de Miami, en plus d'être le plus grand port accueillant des bateaux de croisière au monde, est l'un des plus importants ports de transport de marchandises du pays.

### Routes et transport ferroviaire
Miami et son comté sont desservis par quatre autoroutes inter-États, les autoroutes I-75, I-95, I-195, I-395, et par plusieurs U.S. Routes, dont les U.S. Route 1, U.S. Route 27, U.S. Route 41 et U.S. Route 441; auxquelles s'ajoutent plusieurs axes appartenant au réseau routier de Floride.
Miami est le terminus sud de services de la côte Atlantique d'Amtrak, dont la gare terminus est située dans une ville de la périphérie, Hialeah.

### Transports en commun

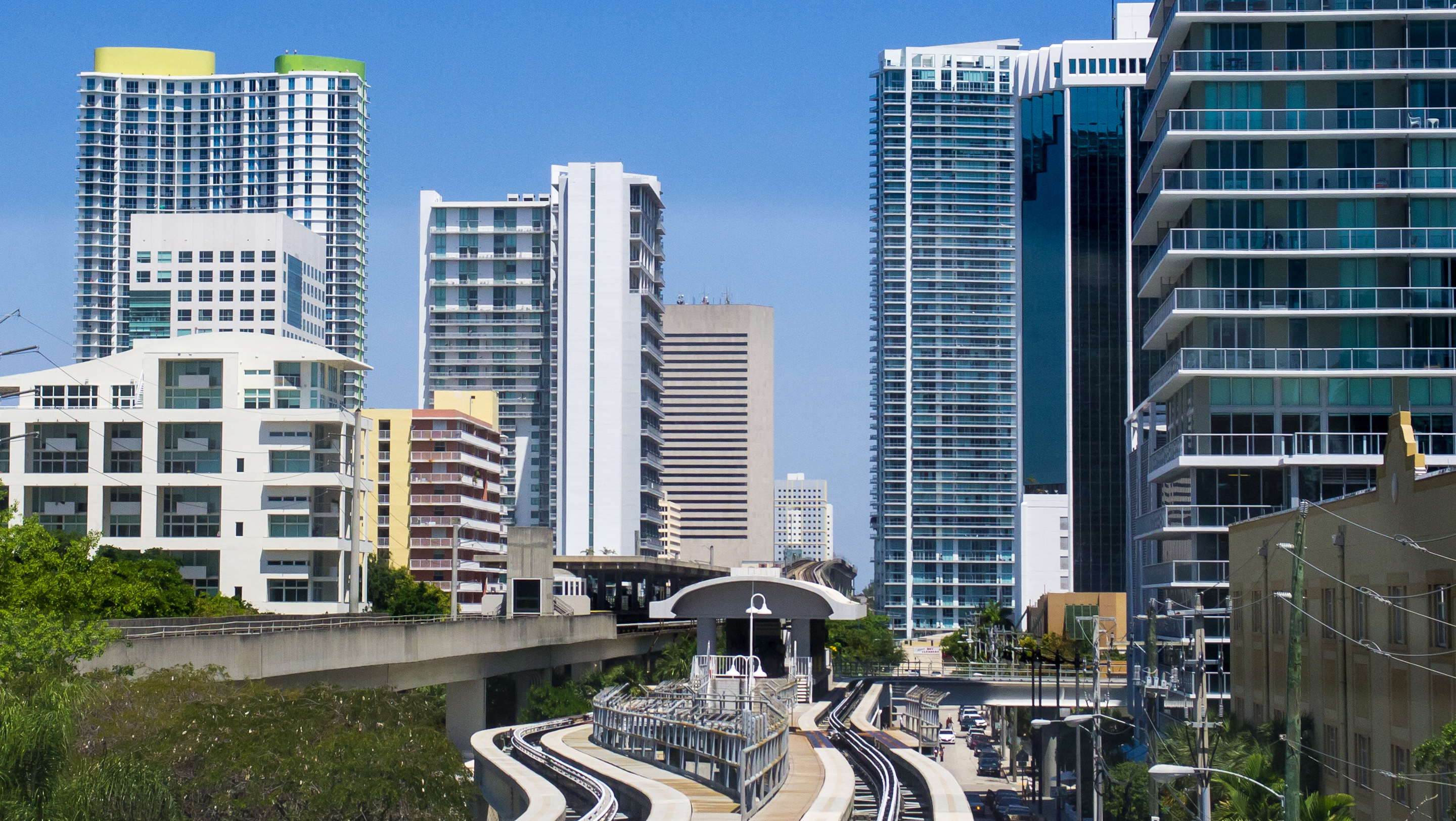
Station de correspondance Brickell entre le Metrorail et le Metromover.

Miami-Dade Transit (MDT) est l'autorité publique de gestion des transports en commun dans le comté de Miami-Dade. Elle dirige le plus grand réseau de transport de Floride et le 14e en importance des États-Unis. Il comprend différents systèmes :
- le Miami Metrorail, deux lignes de métro longues de 39,9 km au total et utilisées par environ 67 000 personnes chaque jour. Trois projets pourraient donner naissance à trois nouvelles lignes dans les prochaines années ;
- le Miami Metromover, un transport hectométrique composé de 3 lignes qui dessert Downtown Miami d'Omni à Brickell et rejoint le Metrorail aux stations de Government Center et Brickell. Les trois lignes sont longues de 7,1 km ;
- le Metrobus, un réseau de bus de plus de 100 lignes utilisé par 293 000 personnes quotidiennement ;
- le Paratransit, un service de transport réservé aux personnes qui ne peuvent utiliser les trois autres systèmes du fait d'un handicap.

## Jumelages
- Amman (Jordanie) depuis le 11 juin 1995
- Asti (Italie)
- Bogota (Colombie)
- Buenos Aires (Argentine)
- Cancún (Mexique)
- Cochabamba (Bolivie)
- Durban (Afrique du Sud)
- El Jadida (Maroc)
- Kagoshima (Japon)
- Kaohsiung (Taïwan)
- Kingston (Jamaïque)
- Koper/Capodistria (Slovénie)
- Managua (Nicaragua)
- Montes de Oca (Venezuela)
- Murcie (Espagne)
- Nice (France)
- Palerme (Italie)
- Port-au-Prince (Haïti) depuis 1991
- Târgoviște (Roumanie)
- Saint-Domingue (République dominicaine)
- Santiago (Chili)
- Sétif (Algérie)
- Sousse (Tunisie) depuis le 10 mai 1994
- Varna (Bulgarie)